# Mińsk Mazowiecki
Mińsk Mazowiecki – miasto w Polsce, w województwie mazowieckim, należące do aglomeracji warszawskiej, siedziba powiatu mińskiego i gminy wiejskiej Mińsk Mazowiecki.
Miasto położone jest w odległości 20 km od granicy i 38 km od centrum Warszawy. Stanowi ono lokalne i ponadlokalne centrum gospodarcze (rozwinięte handel, usługi i przemysł), edukacyjne (szkoła wyższa, 6 szkół średnich, uniwersytet trzeciego wieku), militarne (baza lotnicza, żandarmeria i wojskowe centrum rekrutacji), kulturalne (dom kultury, szkoła artystyczna, 2 biblioteki, 2 muzea), ale przede wszystkim jest miejscem zamieszkania i wypoczynku wielu ludzi pracujących w Warszawie.
Historia Mińska sięga ponad sześciuset lat. Od 1421 miejscowość posiada prawa miejskie. W XIX wieku i do II wojny światowej miasto było zamieszkane przez dużą społeczność żydowską, obecnie został po niej tylko cmentarz i jeden z największych kamieni w Treblince. W Mińsku znajduje się kilkanaście obiektów wpisanych do rejestru zabytków oraz całe obszary zabudowy chronione przez plan zagospodarowania przestrzennego.
Według danych GUS z 1 stycznia 2024 r. miasto liczyło 39 837 mieszkańców, będąc 13. najludniejszym miastem w województwie.

## Położenie

Gmina miejska Mińsk Mazowiecki na tle powiatu mińskiego

Granice miasta i granice naturalne:
kolor fioletowy: granica miasta
kolor czerwony: droga krajowa
kolor żółty: droga wojewódzka
kolor czarny: linia kolejowa
kolor niebieski: rzeka Srebrna

Mińsk leży na Wysoczyźnie Kałuszyńskiej we wschodniej części województwa mazowieckiego. Geograficznie jest to Nizina Południowopodlaska, a historycznie i kulturowo Mazowsze.
Według Google Maps odległości drogowe wynoszą 38 km do centrum Warszawy (kierunek zachodni) i 50,2 km do Siedlec (kierunek wschodni). Odległości kolejowe wynoszą odpowiednio ok. 39 km (Warszawa Śródmieście) i ok. 52 km (Dworzec w Siedlcach).
Odległości do miast w powiecie mińskim wynoszą: do Sulejówka 21 km, do Halinowa 15 km, do Kałuszyna 17,5 km, a do ważniejszych miast poza powiatem mińskim: Otwock (27 km) i Józefów (26 km) oraz Wołomin (32 km) i Ząbki (34 km).
Odległość drogowa do Lublina wynosi 140 km, do Brześcia 162 km, a do Białegostoku 180 km.

## Środowisko naturalne

### Warunki wodne
Srebrna jest jedynym ciekiem wodnym na terenie miasta. Mińsk leży w dorzeczu Wisły.

### Przyroda
Na terenie miasta znajduje się 13 pomników przyrody (głównie dęby), zaś tuż za miastem, niedaleko dworca kolejowego jeden z najstarszych okazów sosny w Polsce.
Wszystkie części miasta znajdują się blisko terenów zielonych. Można wyróżnić dwa główne typy zieleni. Pierwszy to tereny leśno-parkowe reprezentowane przez Park im. Rodziny Dernałowiczów (w centrum miasta) i Leśnictwo Stankowizna (przy południowej granicy). Drugi to łąki, z niewielkimi lasami, wchodzące w skład Mińskiego Obszaru Chronionego Krajobrazu; znajdują się one w południowo-wschodniej i południowo-zachodniej części Mińska. Dodatkowo po całym mieście rozrzucone są kompleksy ogrodów działkowych.

### Klimat
Miasto cechuje klimat umiarkowany chłodny, przy czym stosunkowo duże zachmurzenie.
| Miesiąc                          | Sty  | Lut  | Mar  | Kwi  | Maj  | Cze  | Lip  | Sie  | Wrz  | Paź  | Lis  | Gru  |
| -------------------------------- | ---- | ---- | ---- | ---- | ---- | ---- | ---- | ---- | ---- | ---- | ---- | ---- |
| Średnie temperatury w dzień [°C] | 1    | 2    | 6    | 13   | 19   | 22   | 24   | 23   | 18   | 12   | 5    | 1    |
| Średnie temperatury w nocy [°C]  | -4   | -4   | -1   | 3    | 8    | 12   | 13   | 13   | 9    | 5    | 1    | -3   |
| Opady [mm]                       | 16.5 | 20.3 | 22.1 | 29.2 | 34.3 | 48.8 | 57.7 | 38.4 | 35.3 | 25.1 | 27.9 | 23.9 |
| Źródło: msn weather 15.12.2008   |      |      |      |      |      |      |      |      |      |      |      |      |

## Historia

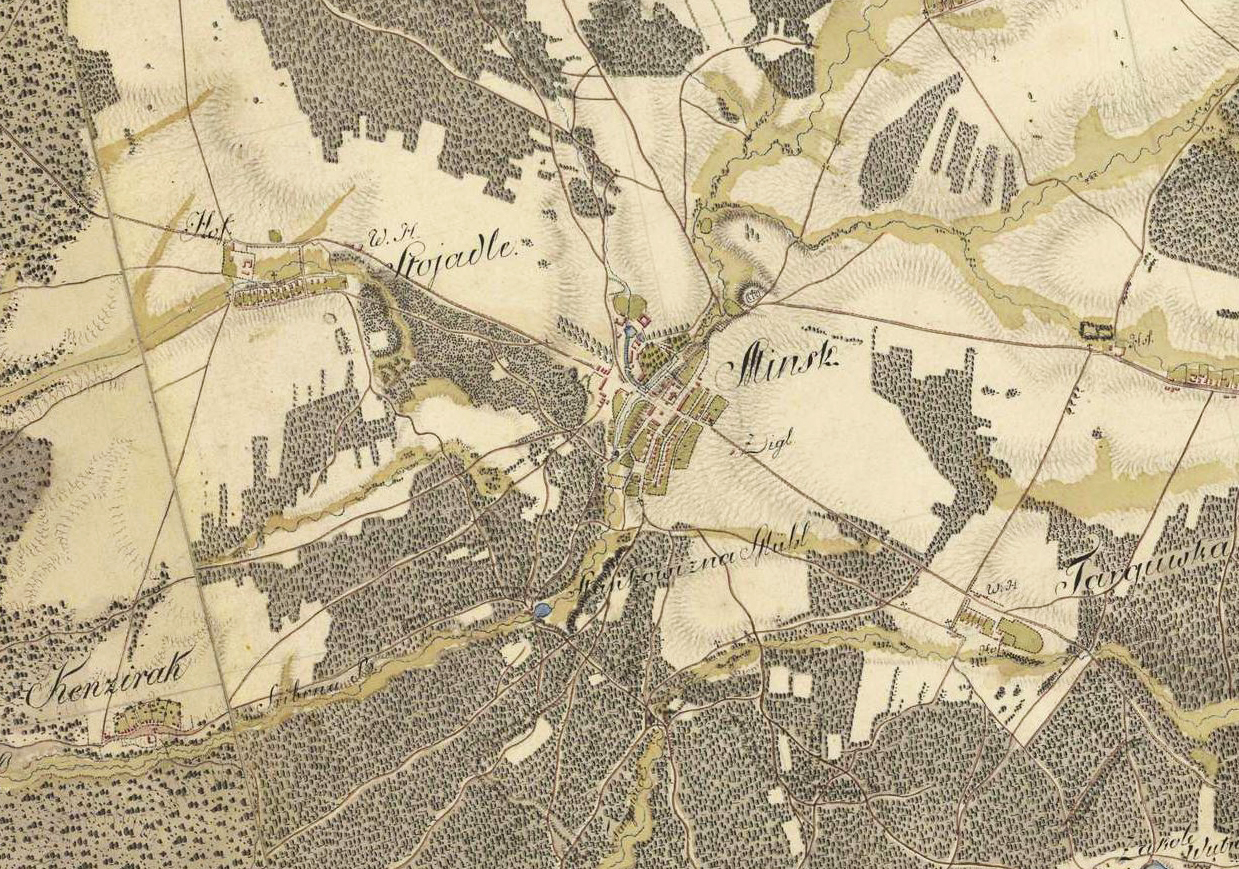
Mińsk Mazowiecki i najbliższa okolica w początkach XIX w., First Military Surway, 1801-1804 r.

Mińsk Mazowiecki otrzymał prawa miejskie 29 maja 1421 roku. Prawa te nadał książę mazowiecki Janusz I Starszy, a pierwszym właścicielem był Jan z Gościeńczyc herbu Prus III. Już w 1422 rozpoczął działalność kościół parafialny (w miejscu obecnego kościoła, przy Starym Rynku). XV i XVI wiek to szybki rozwój miasta i powstanie sąsiedniego Sendomierza.

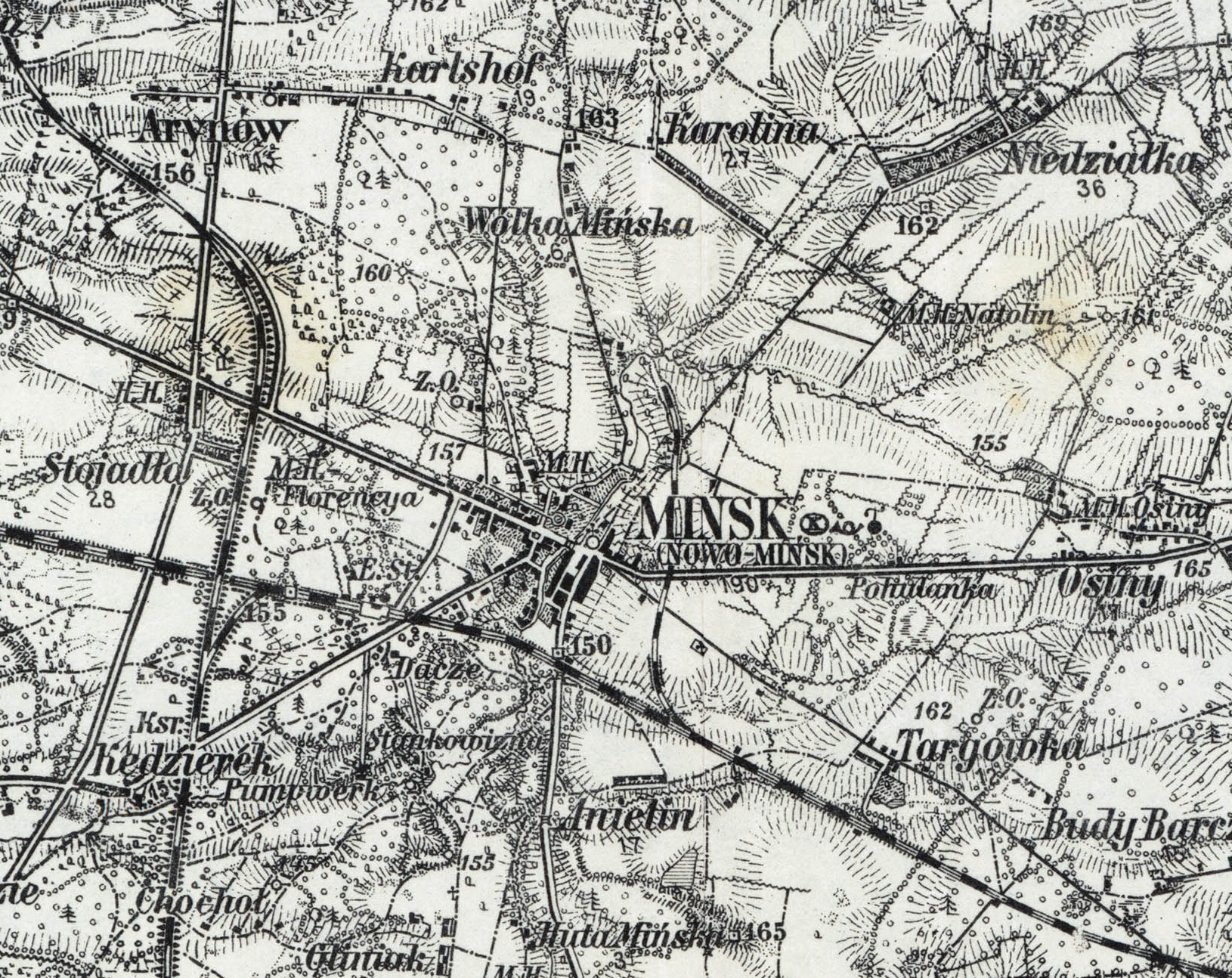
Mińsk Mazowiecki na mapie sztabowej z 1911 roku.

Prywatne miasto szlacheckie Mińsko położone było w drugiej połowie XVI wieku w powiecie garwolińskim ziemi czerskiej województwa mazowieckiego.
Po III rozbiorze Polski w 1795 r., Mińsk Mazowiecki znalazł się na krótko w zaborze austriackim, następnie, po wyzwoleniu, w 1809 r. został włączony w skład Księstwa Warszawskiego, aż ostatecznie w 1815 r., wskutek postanowień kongresu wiedeńskiego, przyłączono go w Królestwa Polskiego pod panowaniem Imperium Rosyjskiego, czyli w zaborze rosyjskim.
W lipcu 1816 Mińsk stał się stolicą obwodu stanisławowskiego. Od tej pory, z przerwą w latach 1975–1999, jest siedzibą powiatu.
W czasach powstania listopadowego (1830-1831) i powstania styczniowego (1863-1864) okolice Mińska były terenem licznych potyczek z wojskami rosyjskiego zaborcy. Ukazem carskim z 31 grudnia 1866 r. Królestwo Kongresowe zostało podzielone na 10 guberni i 85 powiatów, w tym został ustanowiony powiat miński. W 1868 r. władze rosyjskie zmieniły jego nazwę na nowomiński, aby odróżnić od Mińska na terenie dzisiejszej Białorusi. W 1867 r. oddano do użytku Kolej Warszawsko-Terespolską (całą linię). Od 1870 roku właścicielami miasta byli Doria Dernałowiczowie. W 1873 polski przedsiębiorca Konstanty Rudzki założył w mieście zakłady odlewnicze pod nazwą Fabryka Machin i Odlewów Żelaznych „K. Rudzki i Spółka”. Fabryka ta od 1881 roku rozpoczęła produkcję rur lanych, a od 1890 wytwarzała także rury wodociągowe, sprzęt kolejowy oraz konstrukcje stalowe przeznaczone głównie do budowy mostów. Pod koniec XIX wieku Konstanty Rudzki zatrudniał w niej ok. 1000 robotników, a jego firma była trzecią pod względem wielkości z branży budowy maszyn w całym Królestwie Polskim. Główne zakłady przedsiębiorstwa znajdowały się w Mińsku Mazowieckim, gdzie wykonywane były elementy konstrukcji stalowych do budowy mostów przeznaczonych dla całego Imperium Rosyjskiego. W okresie tym firma „Rudzki i Ska” przygotowywała elementy stalowe na budowy mostów w Rosji, Mandżurii oraz Chinach. Obecnie tradycje te kontynuuje fabryka maszyn (obecny FUD – Fabryka Urządzeń Dźwigowych).
Podczas wojny polsko-bolszewickiej, w sierpniu 1920 r. Mińsk został zajęty przez Armię Czerwoną. 17 sierpnia 1920 roku, miasto zostało wyzwolone przez oddziały grupy płk. Stanisława Wrzalińskiego. Wtedy też miało tu miejsce połączenie sił polskich (po kulminacyjnym momencie bitwy warszawskiej). W tym czasie właściciele miasta gościli Józefa Piłsudskiego, Józefa Hallera i Charles’a de Gaulle’a.
Mieszkała tu duża społeczność żydowska. W pierwszej połowie 1936 doszło tu do ekscesów o podłożu antysemickim.

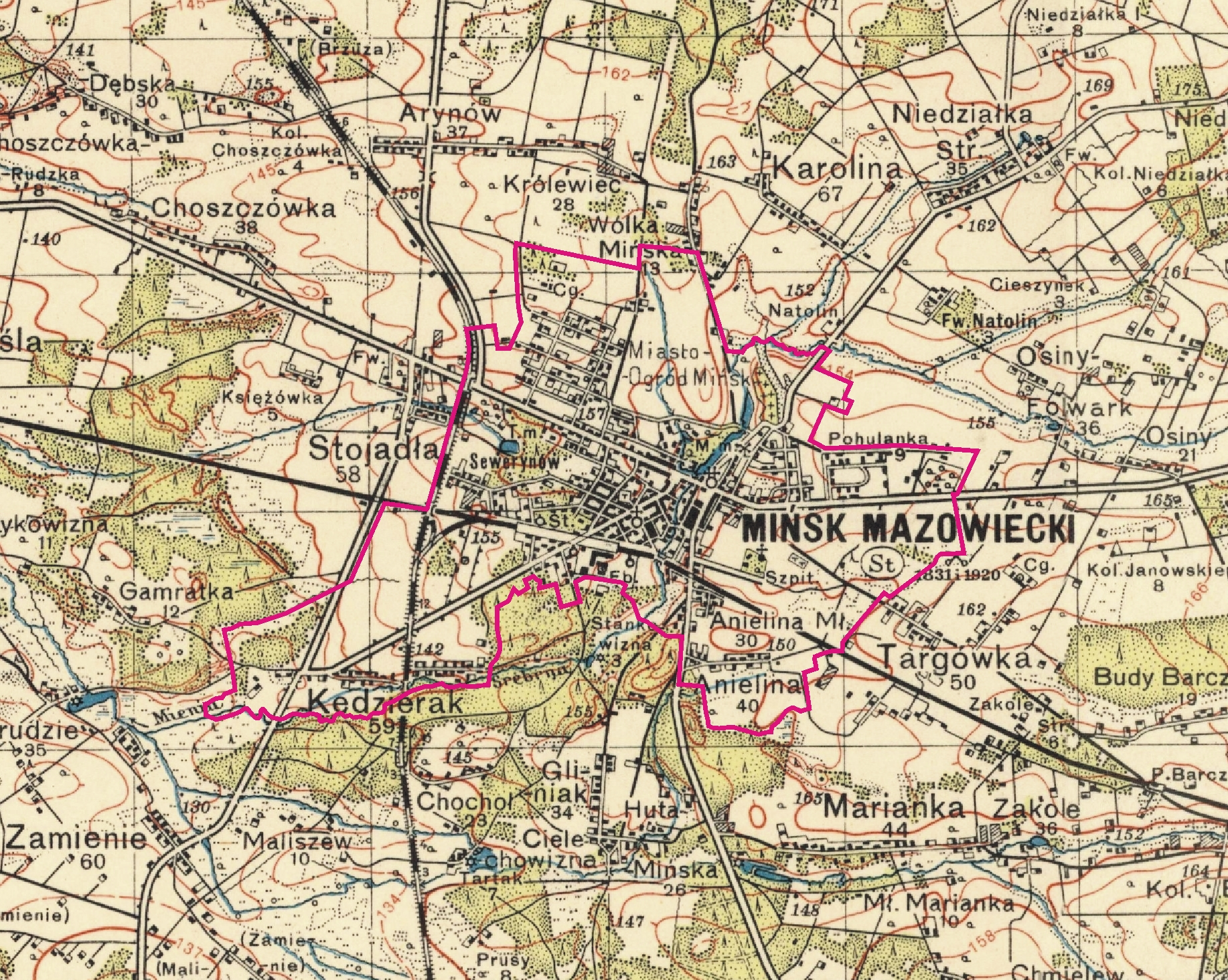
Mińsk Mazowiecki na mapie topograficznej z 1937 (z zaznaczonymi współczesnymi granicami miasta)

W czasie II wojny światowej na terenie miasta działały Armia Krajowa i Gwardia Ludowa.
W 1940 Niemcy utworzyli tutaj getto, którego mieszkańcy 21 sierpnia 1942 zostali wywiezieni i wymordowani w obozie zagłady w Treblince. Blisko tysiąc osób zostało rozstrzelanych na dzisiejszym Starym Rynku.
Po opuszczeniu miasta przez okupanta AK przejęło nad nim kontrolę 30 lipca 1944, ale nazajutrz weszła Armia Czerwona. W nocy z 2 na 3 marca 1945 roku, NKWD zamordowało 7 przedstawicieli mińskiej elity, w tym burmistrza Hipolita Konopkę.
W okresie od 1 czerwca 1975 do 31 grudnia 1998 powiat miński nie istniał, zaś miasto wchodziło w skład woj. siedleckiego. W roku 1984 dokonano ostatniego dużego powiększenia miasta, m.in. o Kędzierak i Anielinę.

### Nazwa
Nazwa Mińska pochodzi od rzeki Mieni, której nazwa jest z kolei związana ze słowem „mienić”. Przymiotnik „Mazowiecki” ma odróżniać miasto od Mińska na Białorusi.
Miasto w czasie swojej historii kilkukrotnie zmieniało nazwę (w średniowieczu wynikało to bardziej z rozwoju języka polskiego niż rzeczywistych zmian). Początkowo osada zwana była różnie – Mieńsk, Mensk i Mińsk, jednak w momencie zlokalizowania tu miasta w 1421 nadano mu nazwę Mińsk. Nazwa ta przetrwała do 1868, kiedy to władze carskie zmieniły ją na Nowomińsk. Dzisiejsza nazwa została natomiast nadana miastu 11 lipca 1916.
W większości innych języków nazwę zapisuje się tak samo jak w polskim. Z innych zapisów można wymienić מינסק מאזאבייעצק w języku jidysz (mieszkało tu wielu Żydów) i Миньск-Мазовецки w rosyjskim (przez miasto przechodzą szlaki komunikacyjne na wschód).

## Demografia
Pod względem liczby ludności Mińsk jest 12. miastem województwa mazowieckiego (146. w Polsce), a pod względem gęstości zaludnienia 6. (9. w Polsce).
Według danych GUS 31 grudnia 2006 było w Mińsku zameldowanych 37 544 osoby, a faktycznie zamieszkiwało 37 927. Urząd Miasta podaje liczbę 37 529.
Według danych GUS w 2017 r. gminę miejską zamieszkiwało 40 399 osób, w tym 21 295 kobiet i 19 104 mężczyzn. Miasto jest zaliczane do tzw. sypialni Warszawy, każdego dnia odjeżdża do stolicy kilkadziesiąt pociągów i około 100 autobusów.
|                                   |        | \| Opis \| Ogółem \| Ogółem \| Kobiety \| Kobiety \| Mężczyźni \| Mężczyźni \| \| --------------------------------- \| ------ \| ------ \| ------- \| ------- \| --------- \| --------- \| \| Jednostka \| osób \| % \| osób \| % \| osób \| % \| \| Populacja \| 37 544 \| 100 \| 19 684 \| 52,4 \| 17 957 \| 47,8 \| \| Gęstość zaludnienia [mieszk./km²] \| 2861 \| 2861 \| 1500 \| 1500 \| 1368 \| 1368 \| |         |         |           |           |
| Opis                              | Ogółem | Ogółem | Kobiety | Kobiety | Mężczyźni | Mężczyźni |
| Jednostka                         | osób   | % | osób    | %       | osób      | %         |
| Populacja                         | 37 544 | 100 | 19 684  | 52,4    | 17 957    | 47,8      |
| Gęstość zaludnienia [mieszk./km²] | 2861   | 2861 | 1500    | 1500    | 1368      | 1368      |

Przez wieki liczba ludności miasta ulegała dużym zmianom. W XVI wieku dochodziła już do 4 tys., by w 1777 wynieść jedynie 456. Później obserwuje się stały wzrost liczby ludności zakłócony jedynie przez II wojnę światową. Trend ten trwa do dzisiaj.
| - Piramida wieku mieszkańców Mińska Mazowieckiego w 2014 roku. |         | \| Dane historyczne \| Dane historyczne \| Dane historyczne \| \| Rok \| Ludność \| Zm., % \| \| ----------------------- \| ---------------- \| ---------------- \| \| 1660 \| 1000 \| – \| \| 1777 \| 456 \| −54,4% \| \| 1827 \| 750 \| 64,5% \| \| 1880 \| 2940 \| 292% \| \| 1901 \| 4771 \| 62,3% \| \| 1910 \| 5794 \| 21,4% \| \| 1921 \| 10 689 \| 84,5% \| \| 1945 \| 10 500 \| −1,8% \| \| 1971 \| 24 700 \| 135,2% \| \| 1992 \| 34 000 \| 37,7% \| \| 2000 \| 35 595 \| 4,7% \| \| 2007 \| 37 984 \| 6,7% \| \| 2000, 2007 dane GUS[21] \| \| \| |
| Dane historyczne                                               |         | |
| Rok                                                            | Ludność | Zm., % |
| 1660                                                           | 1000    | – |
| 1777                                                           | 456     | −54,4% |
| 1827                                                           | 750     | 64,5% |
| 1880                                                           | 2940    | 292% |
| 1901                                                           | 4771    | 62,3% |
| 1910                                                           | 5794    | 21,4% |
| 1921                                                           | 10 689  | 84,5% |
| 1945                                                           | 10 500  | −1,8% |
| 1971                                                           | 24 700  | 135,2% |
| 1992                                                           | 34 000  | 37,7% |
| 2000                                                           | 35 595  | 4,7% |
| 2007                                                           | 37 984  | 6,7% |
| 2000, 2007 dane GUS                                            |         | |

## Symbole
Herbem Mińska jest Leliwa, a patronem św. Jan Chrzciciel.

## Polityka
Posłami na Sejm Rzeczypospolitej Polskiej z Mińska Mazowieckiego są Daniel Milewski (PiS), Teresa Wargocka (PiS) oraz Czesław Mroczek (PO).
Burmistrzem miasta jest Marcin Jakubowski (PO).
Przewodniczącym Rady Miasta jest Dariusz Kulma (Mińskie Forum).
| Ugrupowanie                   | Kadencja   | Kadencja  | Kadencja  | Kadencja             |
| Ugrupowanie                   | 2002-2006  | 2006-2010 | 2010-2014 | 2014-2018            |
| ----------------------------- | ---------- | --------- | --------- | -------------------- |
| Sojusz Lewicy Demokratycznej  | 5 (SLD-UP) | –         | 1         | 1 (SLD Lewica Razem) |
| Miński Samorząd Mieszkańców   | 1          | –         | –         | –                    |
| Mińskie Forum                 | 7          | 7         | 6         | 3                    |
| Wspólnota Samorządowa – Razem | 5          | –         | –         | –                    |
| Miński Komitet Wyborczy       | 3          | –         | –         | –                    |
| Prawo i Sprawiedliwość        | –          | 5         | 6         | 9                    |
| Platforma Obywatelska         | –          | 7         | 7         | 8                    |
| Przełom                       | –          | 1         | 1         | –                    |
| Przyszłość                    | –          | 1         | –         | –                    |

## Gospodarka

### Charakterystyka gospodarki

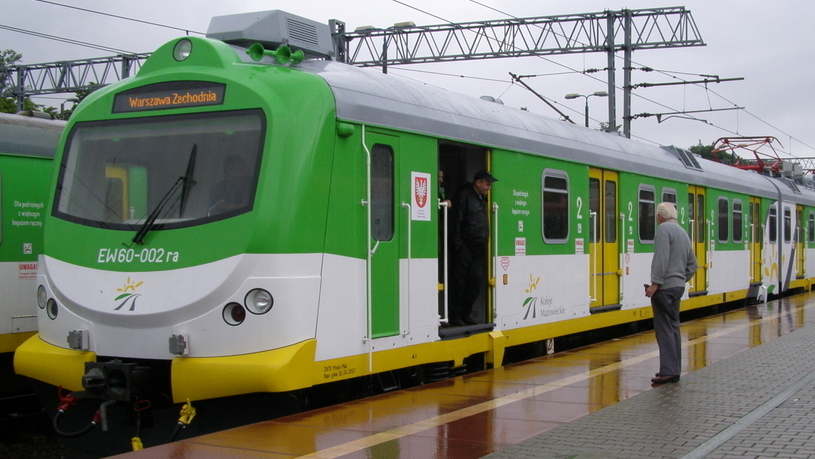
EZT EW60, zmodernizowany w ZNTK „Mińsk Mazowiecki”

W 2006 roku działały w Mińsku 4003 przedsiębiorstwa, w 96,6% prywatne. Dominuje sektor handlowy (łącznie z usługami naprawczymi, 1340 podmiotów), a następnie obsługi nieruchomości i firm (630), budownictwa (498) i przetwórstwa przemysłowego (393).
Na jeden bank przypada mniej niż 4 tysiące mieszkańców, identyczna jest sytuacja ze sklepami wielkopowierzchniowymi. Przy czym zarówno banki, jak i sklepy obsługują również dużą część mieszkańców powiatu.
Miejsca o największej powierzchni handlowej to Targowisko Miejskie i znajdujące się niedaleko miasta „CH Carrefour Mińsk Mazowiecki”.
Swoje siedziby mają tutaj deweloperzy działający zarówno na rynku lokalnym, jak i w Warszawie. Dużo jest także przedsiębiorstw budowlanych (razem 498 podmiotów).
W mieście działają 3 hotele oraz wiele punktów gastronomicznych od restauracji po tanie puby (razem 91 podmiotów).
Największym przedstawicielem lokalnego przemysłu i usług jest firma ZNTK „Mińsk Mazowiecki” zajmująca się obsługą taboru PKP i Kolei Mazowieckich.
Zakłady typowo przemysłowe zajmują się produkcją urządzeń dźwigowych (Fabryka Urządzeń Dźwigowych), artykułów bawełnianych (Harper Hygienics), obuwia dziecięcego (Bartek) i folii.

## Infrastruktura

### Ochrona zdrowia

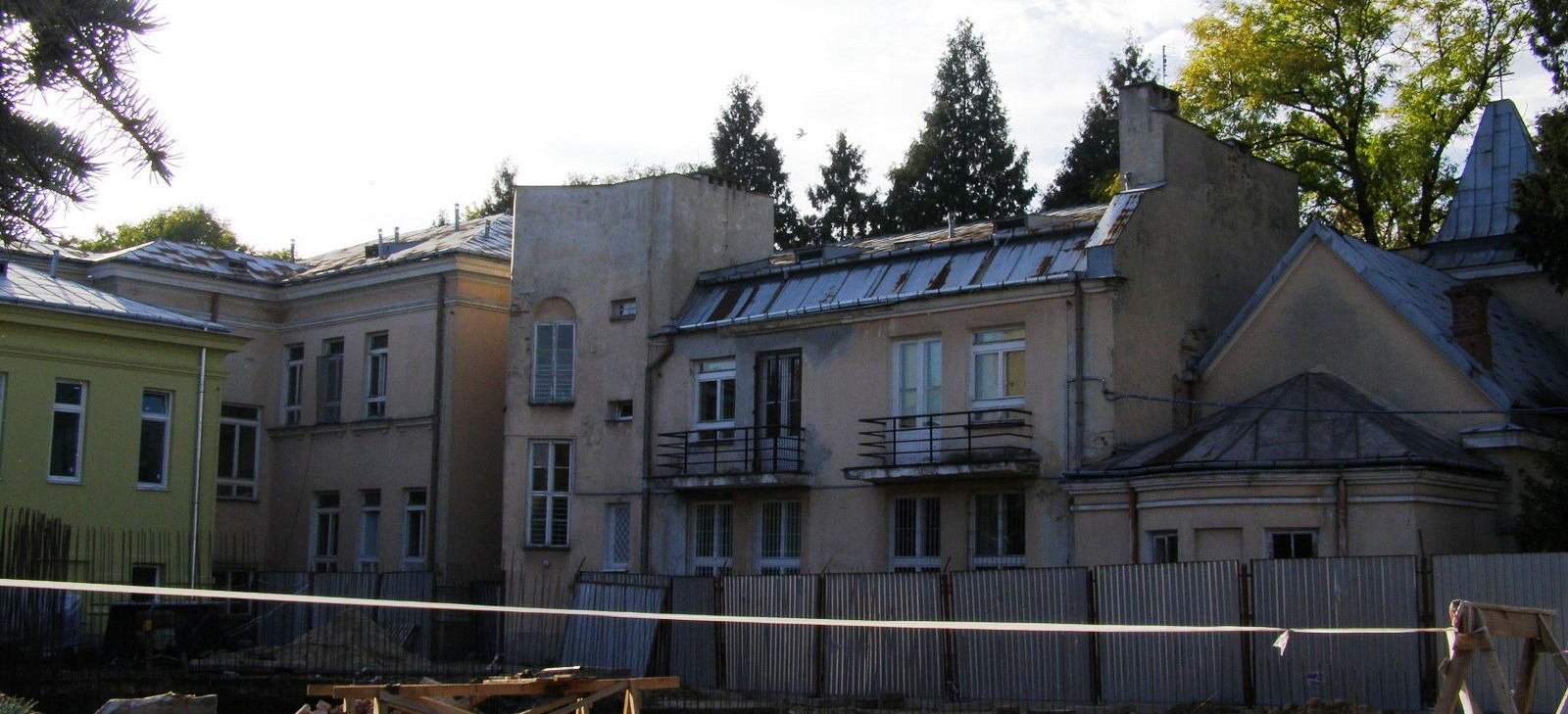
Stara część szpitala powiatowego

Za ochronę zdrowia w powiecie mińskim odpowiada prowadzony przez ten powiat i finansowany przez NFZ – Samodzielny Publiczny Zakład Opieki Zdrowotnej w Mińsku Mazowieckim. ZOZ składa się z izby przyjęć, pogotowia ratunkowego i 6 oddziałów. W szpitalu i przychodni działa 7 pracowni i 23 poradnie.
Część usług w ramach NFZ realizuje także Przychodnia „Centrum”.

### Cywilne służby mundurowe

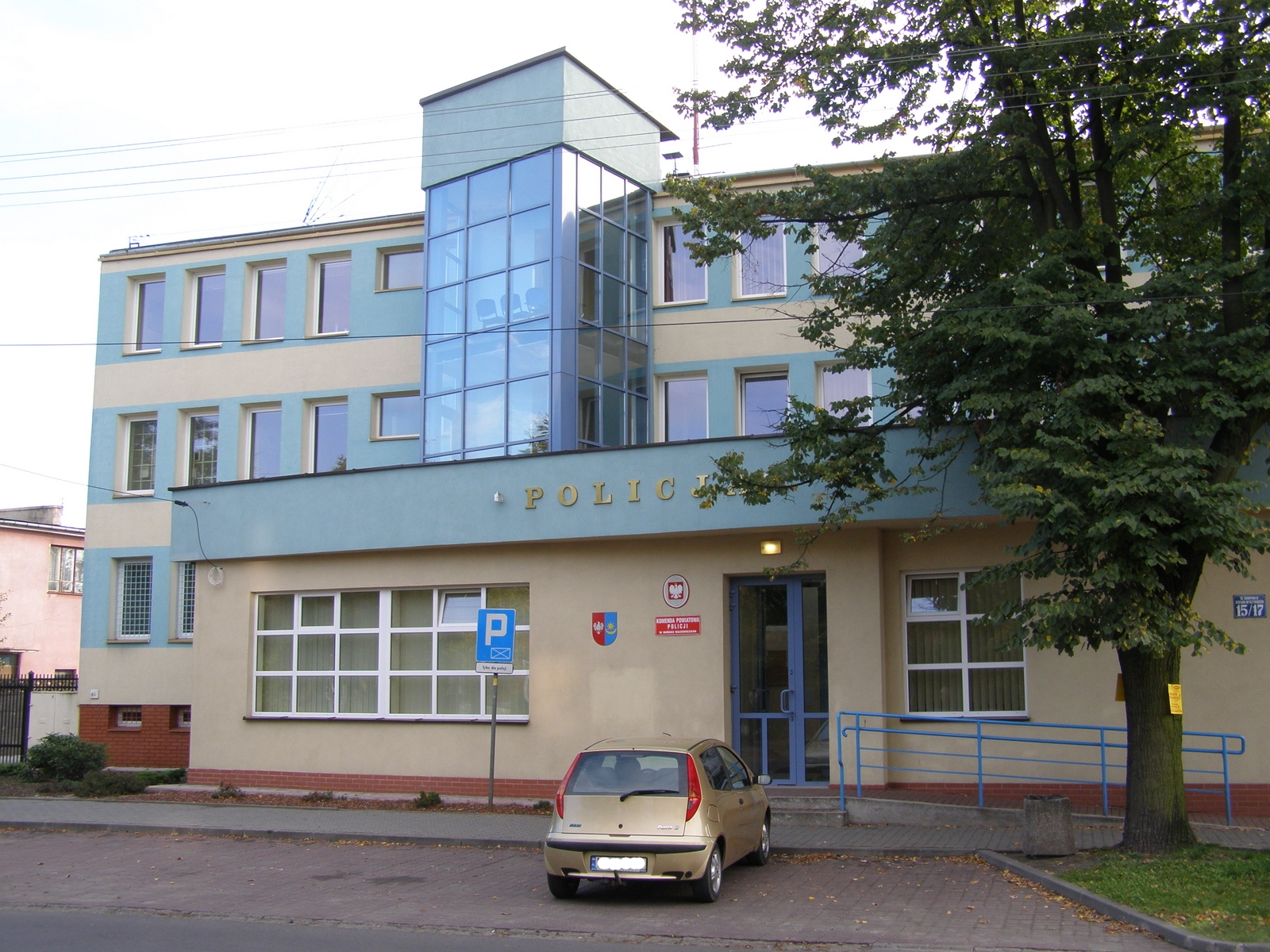
Komenda Powiatowa Policji

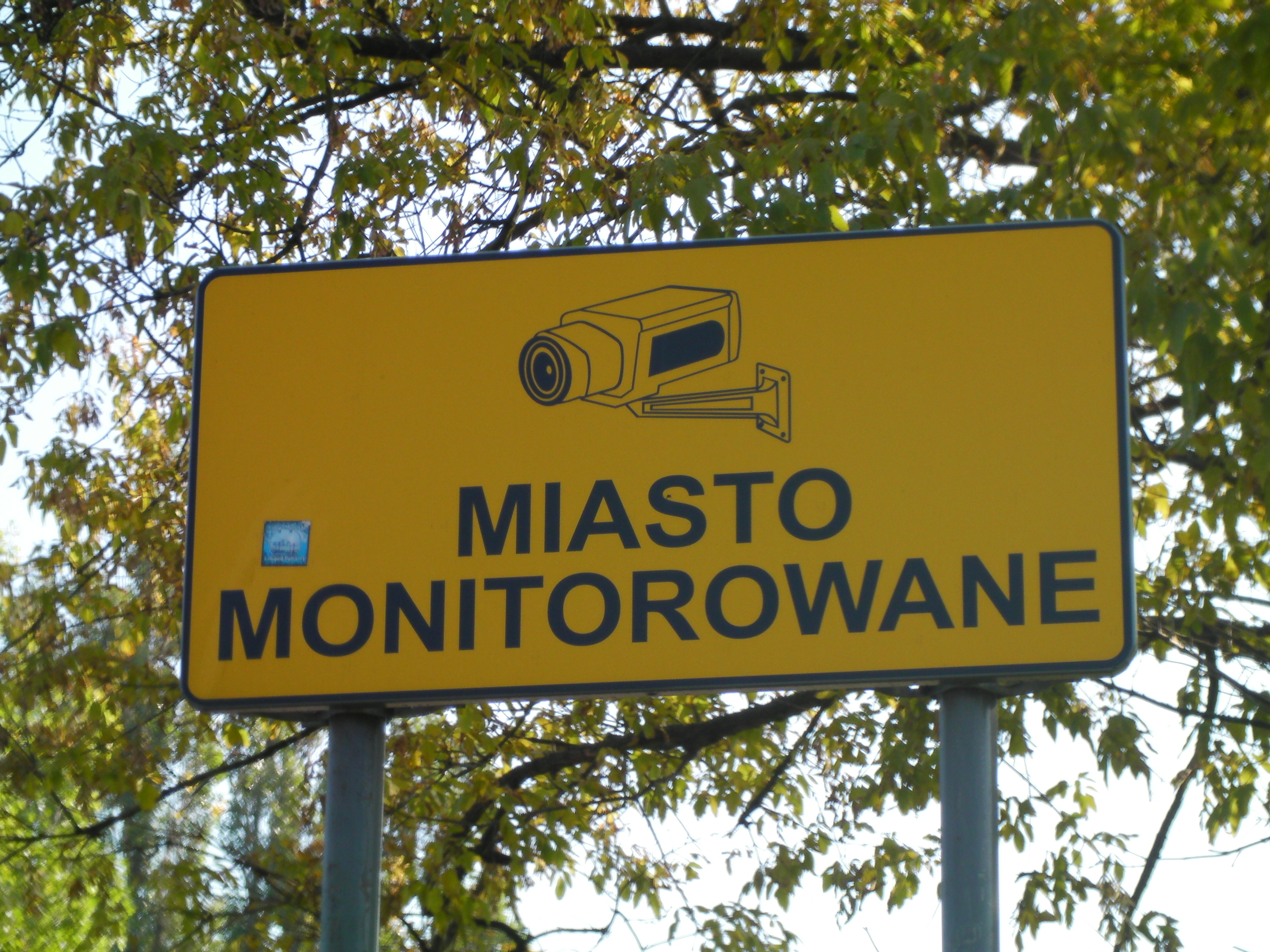
Znak ostrzegający o objęciu miasta systemem monitoringu stojący przy wjeździe do Mińska Mazowieckiego

Policja współpracuje ze Strażą Miejską oraz Żandarmerią Wojskową, oraz korzysta z systemu monitoringu utworzonego przez miasto i Polskie Linie Kolejowe. Na terenie miasta znajduje się Komenda Powiatowa, z siedzibą przy ul. Wyszyńskiego 15/17 i częścią sekcji przy ul. Piłsudskiego 44.
Mińska komenda podlega Komendzie Stołecznej. Dzieli się na 6 sekcji i 1 referat. Sekcja dzielnicowych dzieli miasto na 6 dzielnic.
Na wyposażeniu Sekcji Ruchu Drogowego są samochody terenowe, sportowe oraz zwykłe.
W mieście istnieje także straż miejska.
Za bezpieczeństwo pożarowe odpowiada Komenda Powiatowa Państwowej Straży Pożarnej, wspomagana przez Ochotniczą Straż Pożarną (3 jednostki na terenie miasta i 7 na terenie gminy), oraz wojsko (lotnisko z możliwością lądowania awaryjnego wszelkich samolotów dysponuje własną strażą pożarną). Komenda posiada nowy sprzęt, w tym 25 metrowy podnośnik.

### Gospodarka komunalna

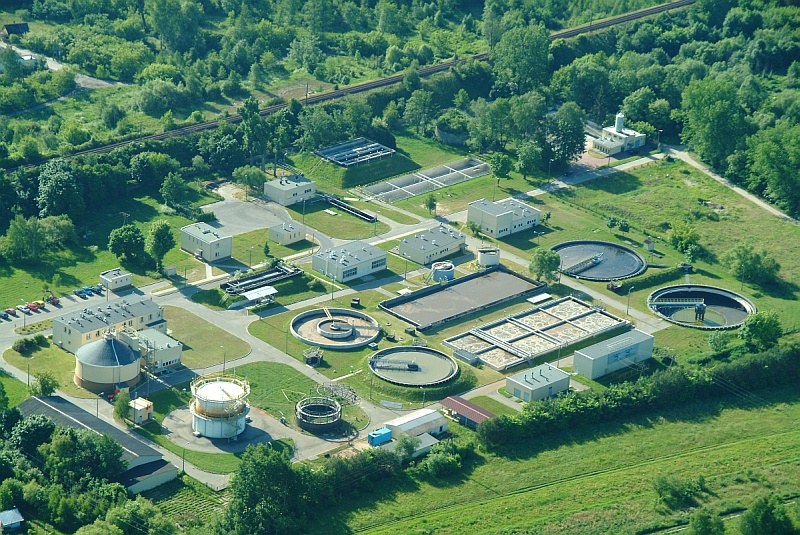
Oczyszczalnia ścieków

Działające od 1990 roku Przedsiębiorstwo Energetyki Cieplnej posiada 4 kotłownie o łącznej mocy ponad 30 MW, przy czym większość uzyskuje się z miału węglowego.
Przedsiębiorstwo Wodociągów i Kanalizacji (1992) posiada 7 studni, 2 stacje uzdatniania wody, nowoczesną oczyszczalnię ścieków otwartą w listopadzie 2005 roku oraz sieć wodociągów i kanalizacji obejmującą całe miasto i kilka wsi.
Modernizacją i budową dróg zajmuje się działający od 1994 Zarząd Dróg Miejskich.
Przedsiębiorstwo Gospodarki Komunalnej nie posiada obecnie wystarczających zasobów mieszkaniowych jednak w najbliższych latach (od 2007) zarezerwowano na inwestycje w mieszkania socjalne po 2 mln zł z rocznego budżetu.

### Urzędy i instytucje

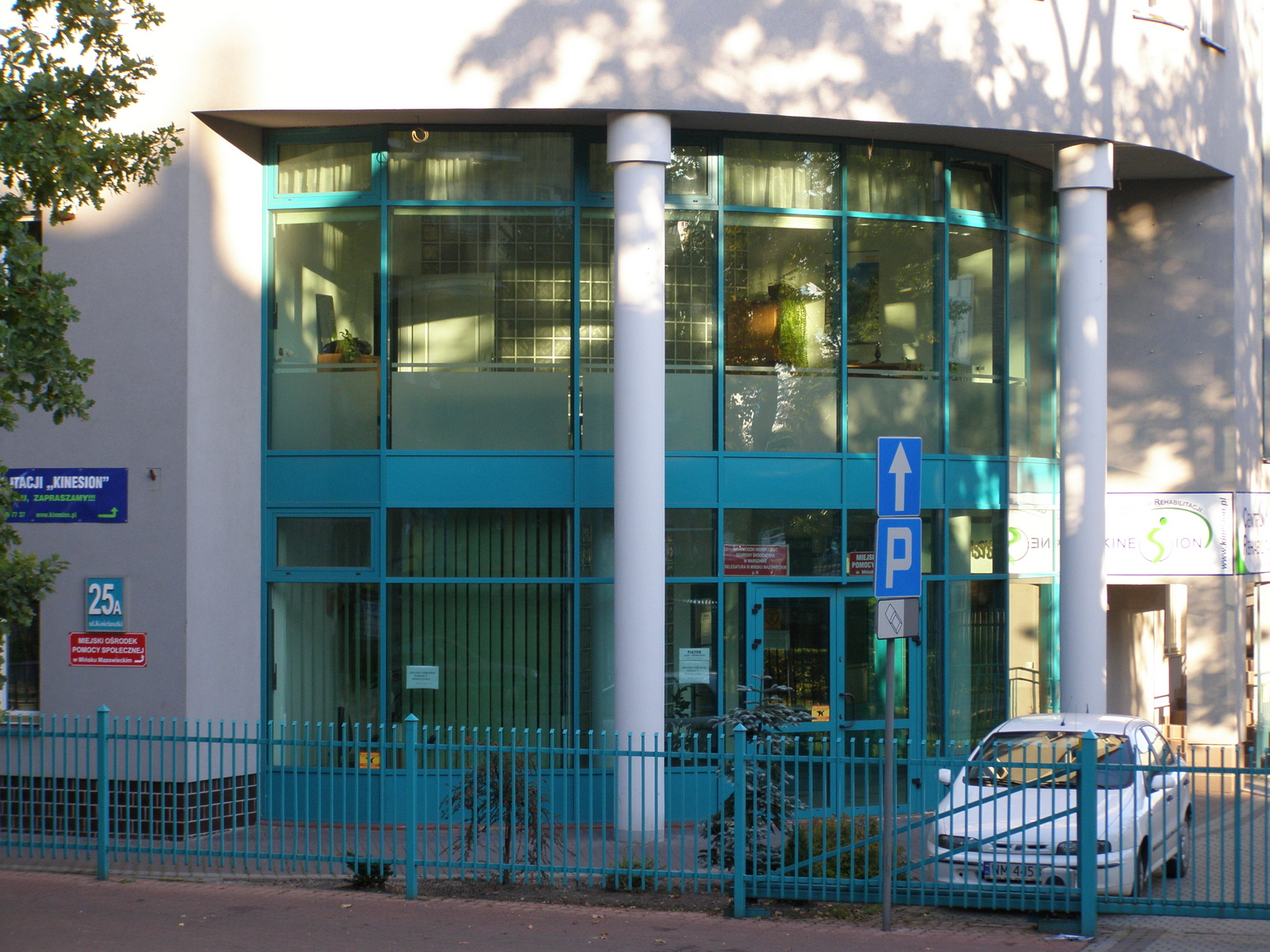
Wojewódzki Inspektorat Ochrony Środowiska

W Mińsku znajduje się jedna instytucja publiczna o zasięgu subregionalnym. Jest to biuro terenowe Wojewódzkiego Inspektoratu Ochrony Środowiska w Warszawie. Obejmuje ono swoim zasięgiem wschodnią część województwa.
Z granicami powiatu nie pokrywa się także zasięg Wojskowej Komendy Uzupełnień i Nadleśnictwa Mińsk.
Znajdują się tutaj wszelkie instytucje powiatowe (Starostwo, Powiatowy Inspektorat Weterynarii, Sanepid, Urząd Pracy), a także Urząd Skarbowy, Sąd i Prokuratura Rejonowa oraz rejonowy oddział Generalnej Dyrekcji Dróg Krajowych i Autostrad.
Do instytucji o mniejszym zasięgu należą Urząd Miasta, Urząd Gminy (gmina Mińsk Mazowiecki) i kilka placówek Poczty Polskiej.

## Transport

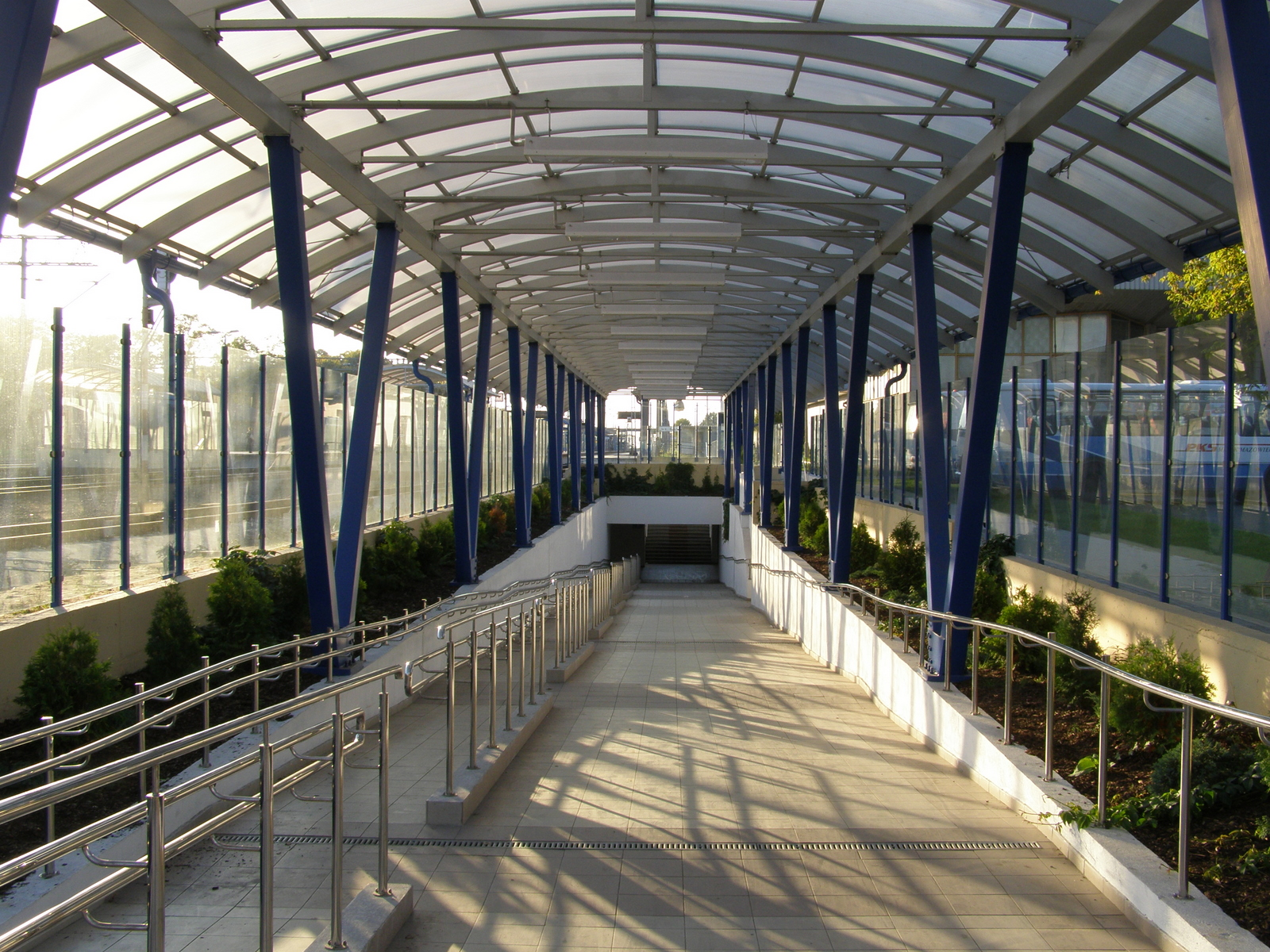
Wejście do stacji kolejowej; po lewej stronie widać tory, a po prawej autobusy

Mińsk Mazowiecki to węzeł 2 linii kolejowych, 2 dróg krajowych i 1 drogi wojewódzkiej.

### Transport kolejowy
Linia kolejowa nr 2 (E20, Berlin – Warszawa – Terespol – Moskwa) łączy stację kolejową Mińsk Mazowiecki bezpośrednio z wieloma miastami. Najwięcej pociągów jeździ do Warszawy (4 pospieszne, 50 osobowych do centrum i 1 skrócony do Warszawy Wschodniej) oraz Siedlec (4 pospieszne i 28 osobowych).
Linia kolejowa nr 13 ma dla miasta mniejsze znaczenie. Przejeżdżają nią bez zatrzymania m.in. pociągi do Lublina, Rzeszowa i Kijowa.

### Transport drogowy
W mieście i gminie krzyżują się drogi krajowe oraz wojewódzkie:
- A2E30  Autostrada A2 (E30): Świecko – Poznań – Łódź – Warszawa – autostradowa obwodnica Mińska Mazowieckiego
- 50 Droga krajowa nr 50 (tranzytowa obwodnica Warszawy): Ciechanów – Płońsk – Sochaczew – Grójec – Mińsk Mazowiecki – Ostrów Mazowiecka
- 92 Droga krajowa nr 92: Choszczówka Stojecka – Mińsk Mazowiecki – Ryczołek
- 802 Droga wojewódzka nr 802: Mińsk Mazowiecki – Seroczyn

Do ostatniej modernizacji linii kolejowej nr 2 nie istniało połączenie ulic Sosnkowskiego, Mrozowskiej (była jedynie krótką uliczką przy Siennickiej) i Limanowskiego. Stankowizna, Kędzierak i dzielnica przemysłowa były odcięte od pozostałych części miasta. Można było do nich dojechać przez Stojadła lub Gliniak (gmina Mińsk Mazowiecki).
W przyszłości w pobliżu miasta planowana jest budowa węzła krzyżującego autostradę A2 z autostradą A50 oraz drogą ekspresową S50, nowymi trasami tworzącymi autostradową obwodnicę Warszawy.

### Transport autobusowy
Przedsiębiorstwa Rapit i BAGS zapewniają regularne połączenie z Warszawą oraz miejscowościami ościennymi.
W 2018 roku ruszyła bezpłatna dla mieszkańców (za okazaniem Mińskiej Karty Mieszkańca) komunikacja miejska. Od 2022 roku jest bezpłatna dla wszystkich pasażerów, niezależnie od miejsca zamieszkania. Mieszkańcy mają do dyspozycji cztery bezpłatne linie, M1, M2, M3 oraz M4. W 2024 na trasę wyruszyło 6 nowych autobusów elektrycznych MAN Lion’s City 12 E

### Transport lotniczy
Najbliższe porty lotnicze to Warszawa-Okęcie i Warszawa-Modlin.

## Architektura

### Struktura gruntów
- Tereny mieszkaniowe: 30%
- Tereny przemysłowe: 6%

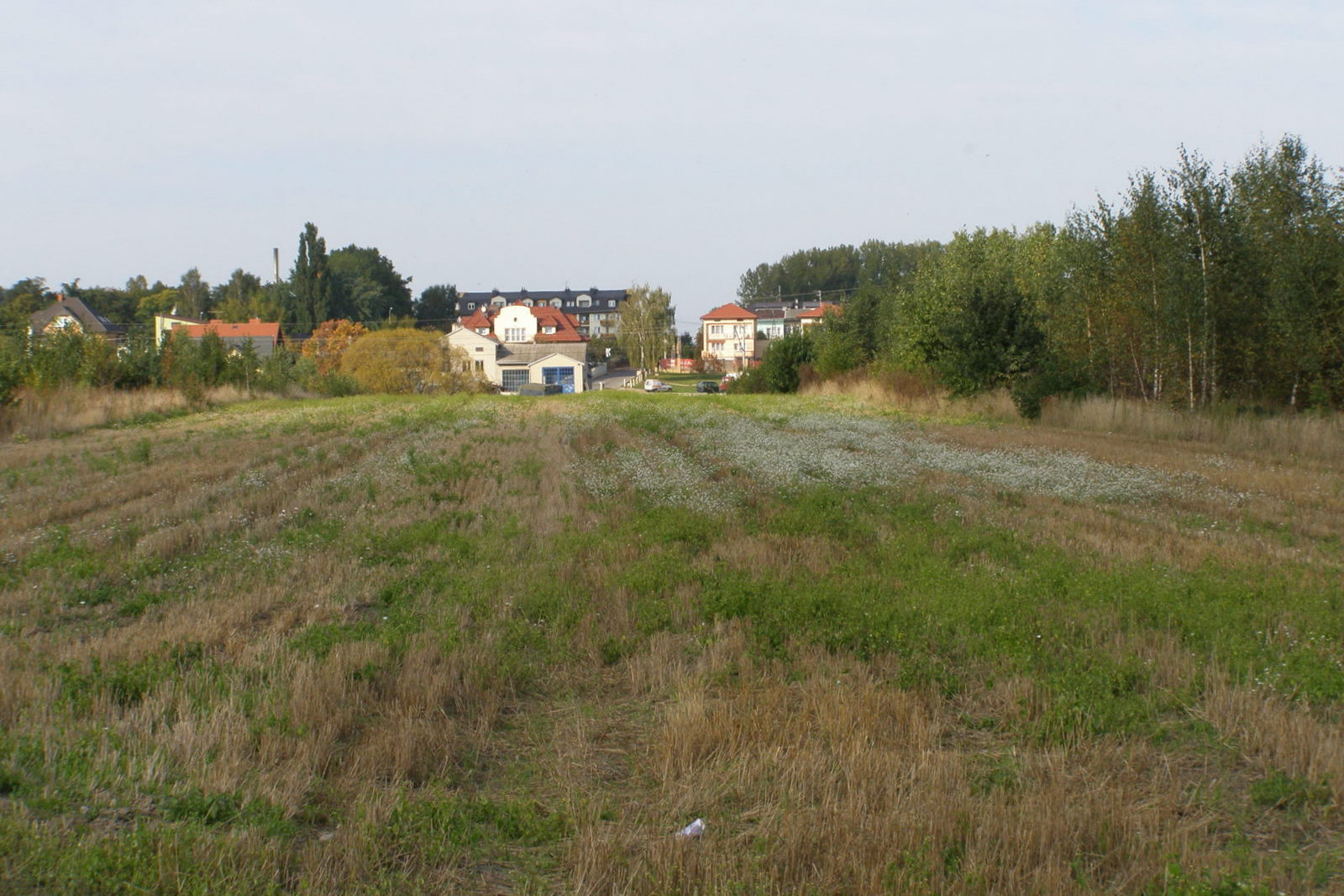
Użytki rolne

- Drogi, koleje i inne tereny komunikacyjne: 15%
- Użytki rolne: 29%
- Lasy: 5% (Park Miejski)
- Inne: 15% (w tym 3% zurbanizowane)[39]

Wokół miasta znajdują się tereny mieszkaniowe (kilkutysięczne przedmieścia, głównie na północy), tereny usługowo-przemysłowe (na zachodzie), użytki rolne oraz duży kompleks leśny (na południu).

### Zabudowa

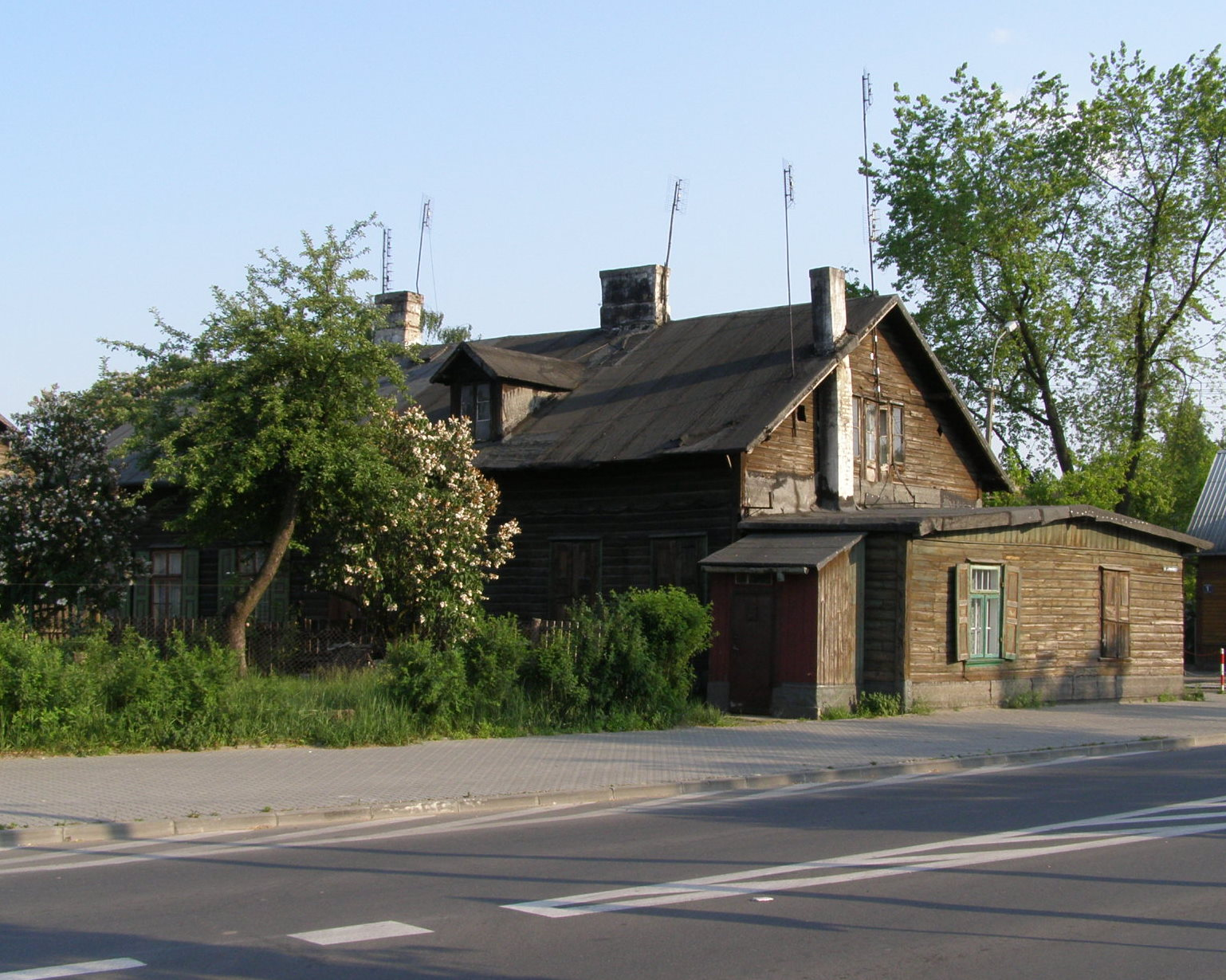
Dom drewniany w Mińsku, zburzony w czerwcu 2008

Bloki mieszkalne o maksymalnej wysokości równej 4 piętrom, zaś w pewnych miejscach (np. sąsiedztwo starych budynków) 2 piętrom, stanowią obecnie podstawę zabudowy miasta. Obok siebie występują bloki z różnych okresów (przed socrealizmem, z socrealizmu i nowe). Są także duże obszary zabudowy jednorodzinnej, w tym zaskakująco dużo zachowanych budynków drewnianych (w zainteresowaniu konserwatora zabytków).
Zakłady przemysłowe znajdują się głównie w niewielkiej części miasta, na południe od linii kolejowej.
Sektor usługowy i administracyjny rozlokowane są po całym mieście, jedynie finansowy skoncentrowany jest wokół Urzędu Miasta.

### Osiedla

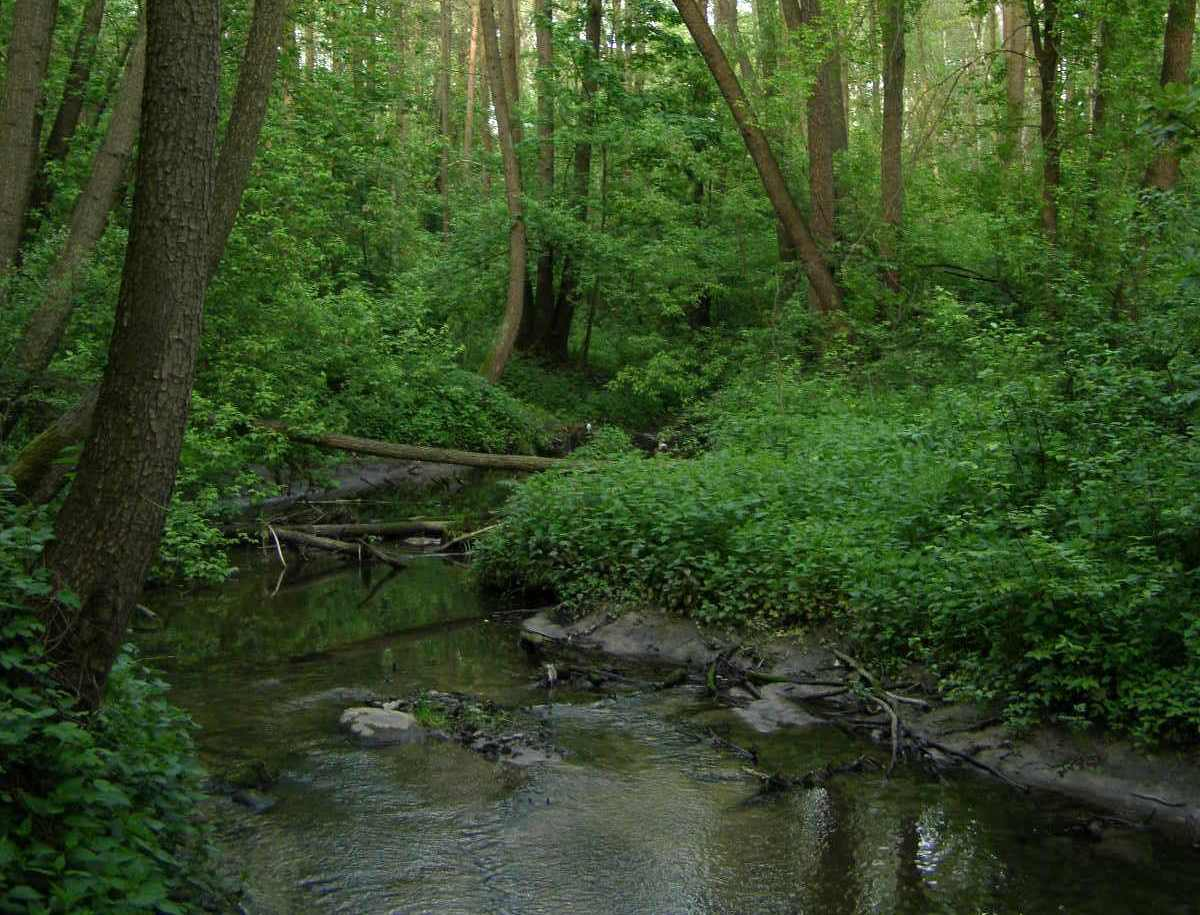
Rzeka Srebrna

Statut miasta przewiduje możliwość utworzenia osiedla na wniosek 1/4 mieszkańców obszaru zamieszkanego przez 1/10 ludności miasta. Osiedla historyczne w większości nie są w stanie spełnić takiego kryterium. Obecnie nie istnieje żadne osiedle, co jest sytuacją dość wyjątkową dla miast tej wielkości.
Mimo tego, TERYT wymienia: Anielinę, Florencję (jest to nazwa osiedla które przez pewien czas funkcjonowało, wieś nazywała się Sewerynów), Kędzierak, Kędzierak Mały (fragment przyłączony wcześniej) i Nowe Miasto. Są to części miasta przyłączone w XX wieku, z zachowaną odrębnością przestrzenną.
W maju 2008 r. pojawiły się plany podziału miasta na osiedla.

### Inne podziały
Mińsk dzieli się na następujące obszary funkcjonalno-przestrzenne, okręgi wyborcze (2006) i historyczne miejscowości:

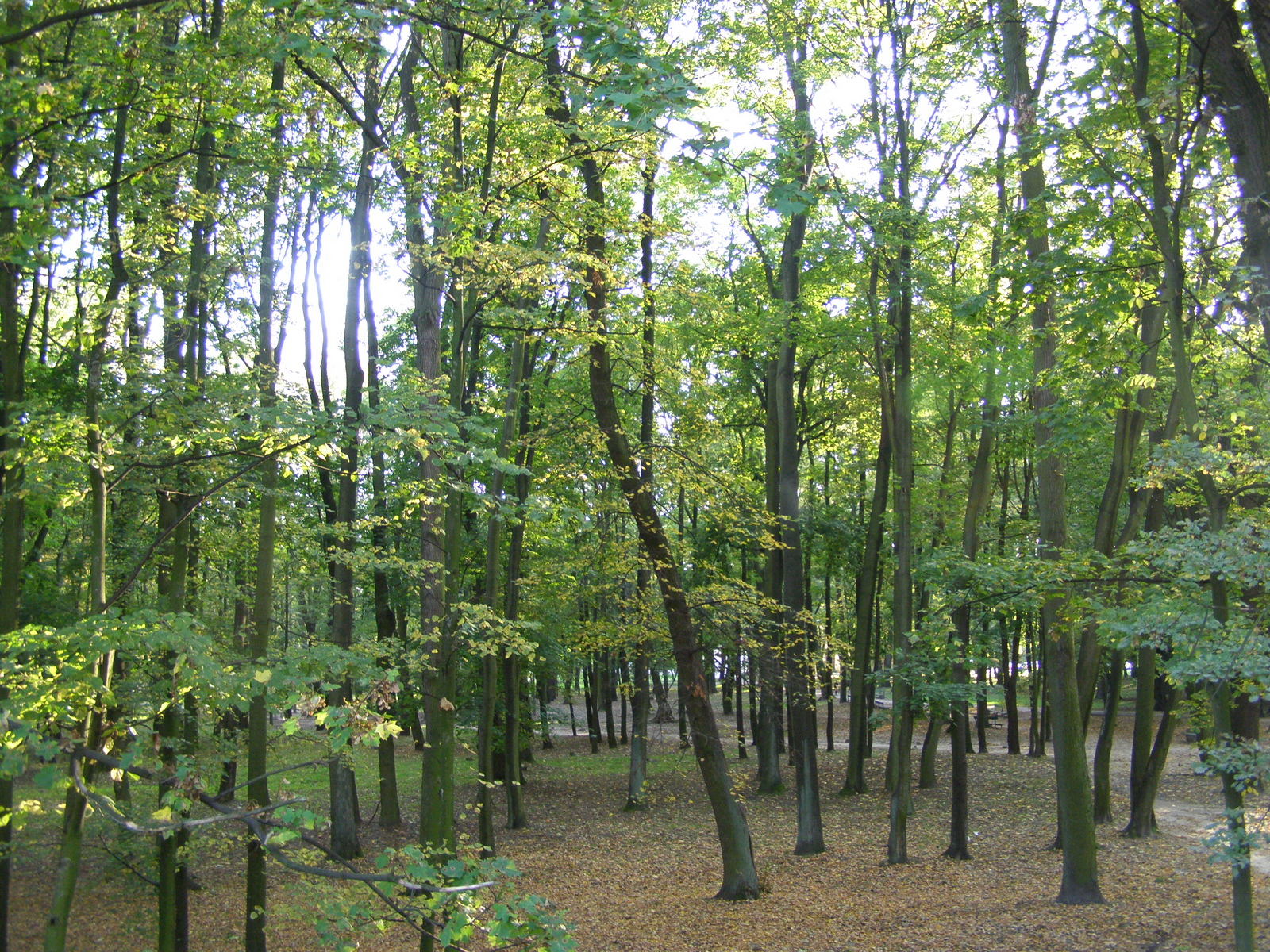
Park im. Rodziny Dernałowiczów

| Obszar | Nazwa       | Nr okręgu wybor. | Położenie (skrót) | Granice (zgodnie ze wskazówkami zegara)                                                  | Historyczne miejscowości / uwagi                                                     |
| ------ | ----------- | ---------------- | ----------------- | ---------------------------------------------------------------------------------------- | ------------------------------------------------------------------------------------ |
| A      | Centrum     | 1, 2             |                   | ul. Chełmońskiego, rzeka Srebrna, linia kolejowa nr 2, ul. Kopernika i Licealna          | Sendomierz (Nowy Rynek), Goździk                                                     |
| B      | Zachodnia   | 1                | W                 | ulice Warszawska, Kopernika i Licealna, linia kolejowa nr 2 i nr 3                       | Sewerynów                                                                            |
| C      | Nowe Miasto | 2                | NW                | północna granica miasta, ul. Boczna, Świętokrzyska, Warszawska, linia kol. nr 13         | zabudowa planowa w latach 30. XX w.                                                  |
| D      | Parkowa     | 2                | N                 | północna granica miasta, rzeka Srebrna, ulice Warszawska, Parkowa, Chełmońskiego, Boczna | Sendomierz (Pałac Dernałowiczów)                                                     |
| E      | Kościelna   | 2                | NE                | północna i wschodnia granica miasta, ulica Warszawska, rzeka Srebrna                     | Stare Miasto (Sanktuarium MB Hallerowskiej), Pohulanka, Kolonia Stasinów             |
| F      | Siennicka   | 3                | E                 | ul. Warszawska, wschodnia granica miasta, linia kolejowa nr 2, rzeka Srebrna             | Stare Miasto (Stary Rynek), Górki, zabudowa niezamieszkałych terenów w II poł. XX w. |
| G      | Anielina    | 3                | SE                | linia kolejowa nr 2, wschodnia i południowa granica miasta, rzeka Srebrna                | Anielina                                                                             |
| H      | Stankowizna | 1                | S                 | linia kolejowa nr 2, rzeka Srebrna, południowa granica miasta, linia kolejowa nr 13      | Stankowizna, Kędzierak Mały                                                          |
| I      | Kędzierak   | 1                | SW                | linia kolejowa nr 2, linia kolejowa nr 13, południowa i zachodnia granica miasta         | Kędzierak                                                                            |

### Układ przestrzenny

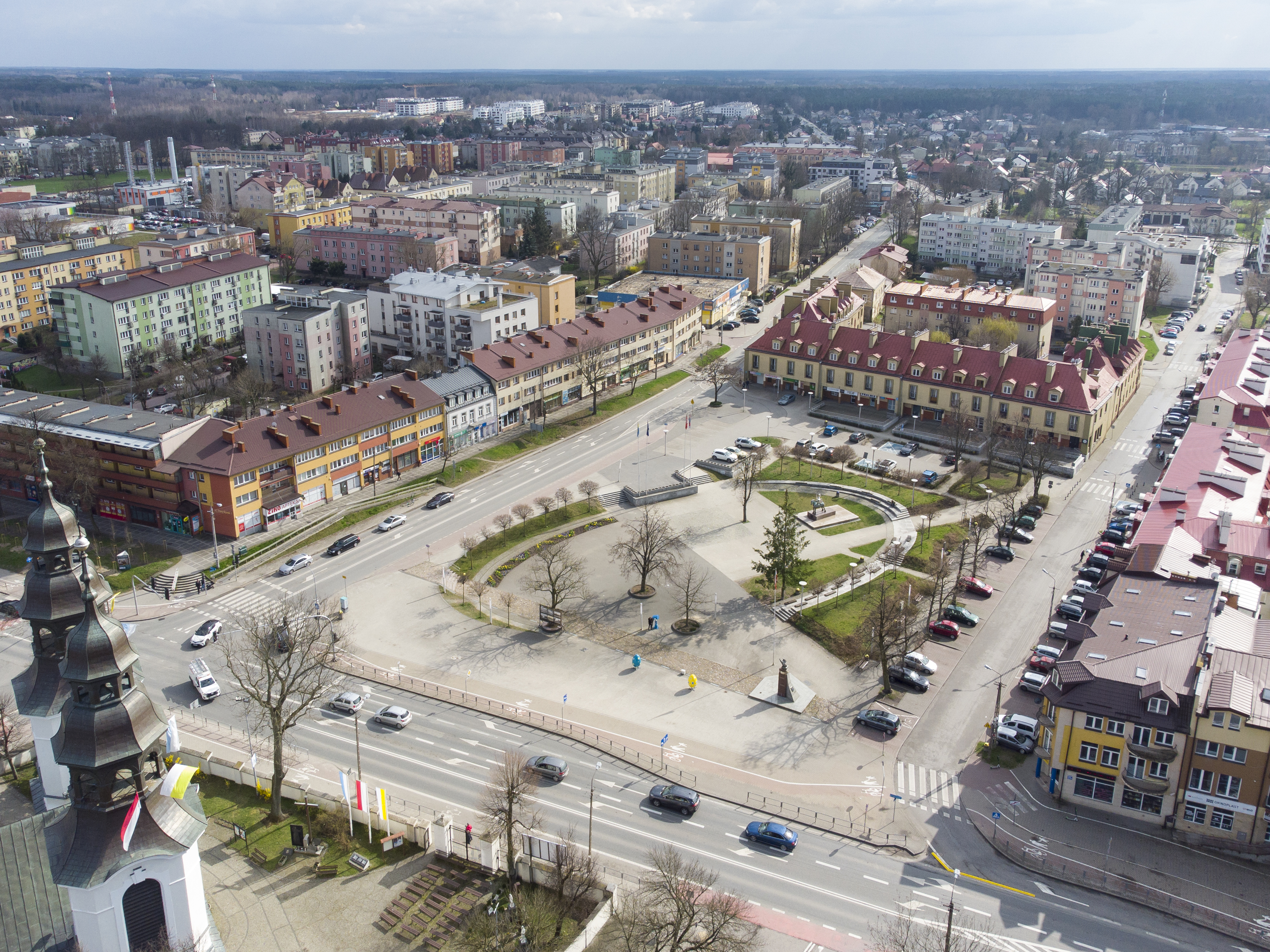
Plac Stary Rynek – historyczne centrum Mińska

Zachowany został układ przestrzenny dwóch średniowiecznych osad handlowych (Mińsk i Górki), w których ulice wychodzą z narożników rynków, oraz renesansowego miasta (Sendomierz, 1549-1695), gdzie główna ulica wychodzi ze środka południowej pierzei rynku. Układ ten jest chroniony przez plan zagospodarowania przestrzennego.

### Pałac Dernałowiczów wraz z zespołem parkowym
Prawdopodobnie w XVI w miejscu pałacu stał już dworek. W rejestrze zabytków sam pałac jest oznaczony jako XVII-wieczny, został przebudowany w XIX wieku, a w XX przechodził remonty które doprowadziły go do obecnego, idealnego stanu.
Od 1867 wokół pałacu rozwijany był park. Obecnie jest to Park im. Rodziny Dernałowiczów.
Cały zespół parkowo-pałacowy znajduje się na północ od Starego Rynku i Placu Kilińskiego przy ul. Warszawskiej.

### Kościół rzymskokatolicki pw. Narodzenia Najświętszej Maryi Panny

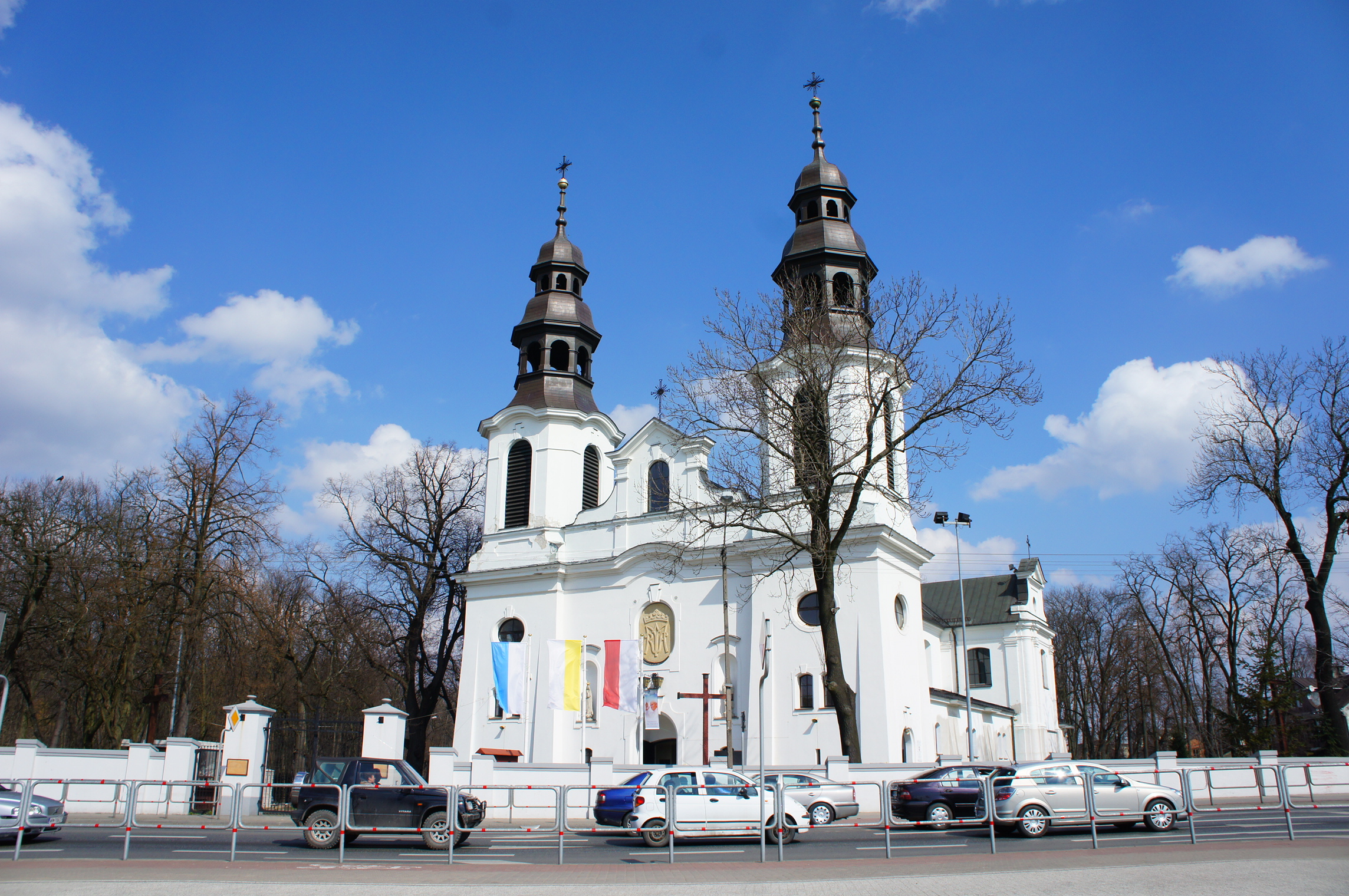
Kościół rzymskokatolicki pw. Narodzenia Najświętszej Maryi Panny

Kościół w miejscu XV-wiecznego. Zbudowany w XVI wieku, zniszczony i odbudowany w XVII, przebudowany w latach 1908–1912. Znajduje się na północnej pierzei pierwotnego (średniowiecznego) rynku. Po przebudowie kościół jest neobarokowy.
Zabytkami są również elementy wyposażenia (główny ołtarz, krucyfiks, dwa ołtarze boczne, chrzcielnica, dwa feretrony i kropielnica) oraz cmentarz z nagrobkami z XIX wieku.

### Kościół starokatolicki mariawitów

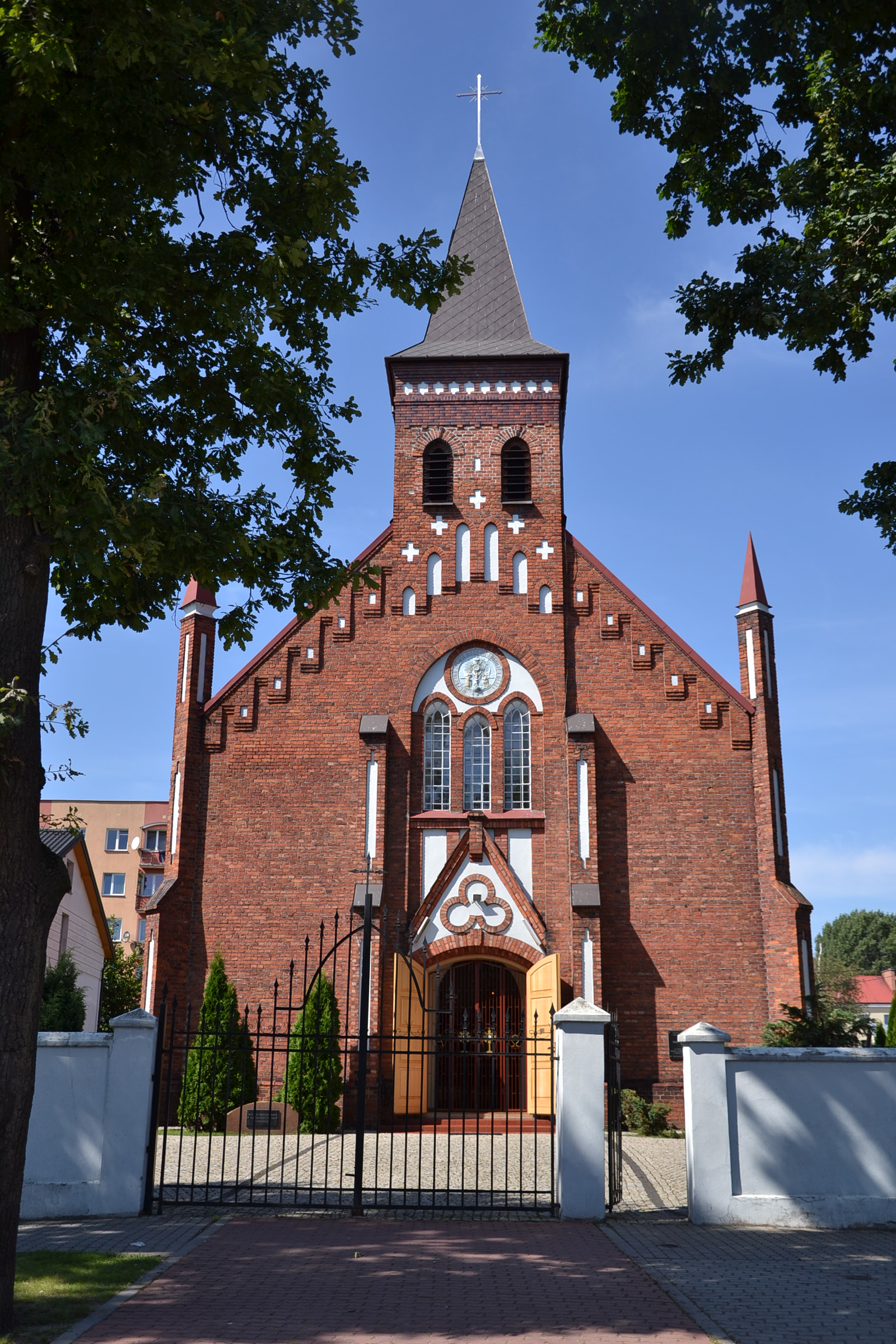
Kościół starokatolicki mariawitów pw. Narodzenia Najświętszej Maryi Panny

Świątynia mariawicka pod wezwaniem Narodzenia Najświętszej Maryi Panny wybudowana została w latach 1908–1911 w stylu neogotyckim z czerwonej cegły. Kościół konsekrowany został 8 września 1911 roku przez biskupa Jana Marię Michała Kowalskiego. Podczas II wojny światowej Niemcy urządzili w kościele magazyn zbożowy. Po wojnie świątynia została gruntownie wyremontowana i rekonsekrowana.
Kościół to trzynawowa świątynia na planie krzyża łacińskiego zwieńczona czworoboczną wieżą. We wnętrzu znajduje się jeden ołtarz przeznaczony do odprawiania mszy trydenckiej oraz obrazy: Matki Boskiej Nieustającej Pomocy, Najświętszego Serca Jezusowego i św. Marii Franciszki Kozłowskiej. Na ścianach prezbiterium namalowane są anioły i symbole eucharystyczne.

### Inne zabytki chronione prawem
- klasycystyczny budynek dawnego starostwa z XIX wieku, na Placu Kilińskiego – 7 lipca 1816 roku Mińsk stał się siedzibą obwodu stanisławowskiego w woj. mazowieckim,
- budynek szkoły z XIX wieku przy ul. Warszawskiej – obecnie siedziba ZNP,
- empirowy zajazd pocztowy z XIX wieku przy ul. Warszawskiej, nadal pełniący swoją pierwotną funkcję,
- ruiny dworku M.E. Andriollego przy ul. Warszawskiej,
- zabudowa mieszkalna po przeciwnej stronie stacji kolejowej (ul. Sosnkowskiego):
  - dom K. Rudzkiego z 1880 roku – budynek prywatny,
  - willa dr Jana Huberta z początku XX wieku – budynek ten obecnie przechodzi kapitalny remont (rozebrano go do gołych murów), w przyszłości będzie jedną z dwóch siedzib Muzeum Ziemi Mińskiej,
- dom i oficyna z 1922 przy ul. Pięknej, będące siedzibą Wojskowej Komendy Uzupełnień,
- cmentarz żydowski przy ul. 1 Pułku Lotnictwa Myśliwskiego, podobnie jak inne kirkuty dewastowany.

### Inne budynki chronione przez plan zagospodarowania przestrzennego

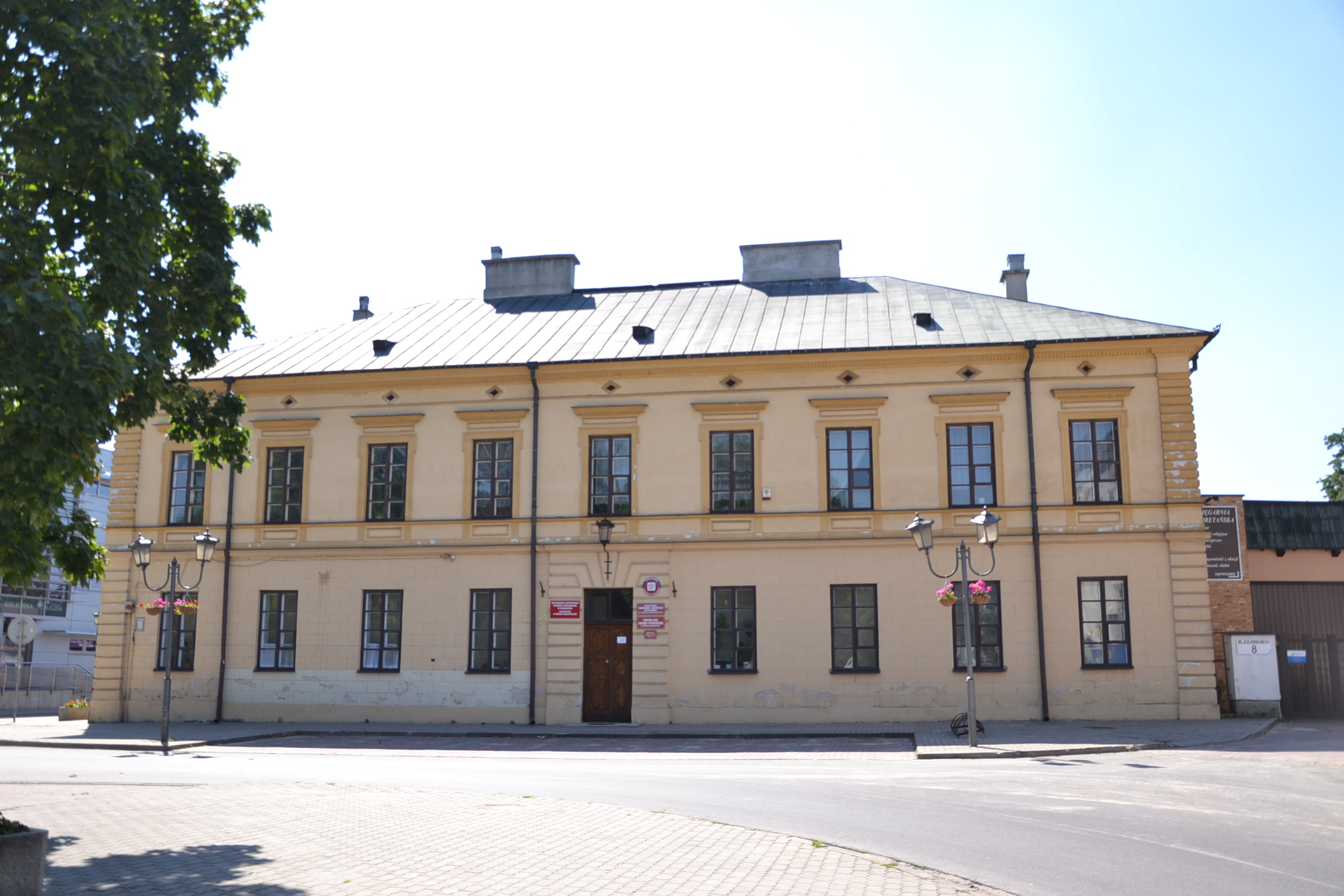
Klasycystyczny budynek dawnego starostwa z XIX wieku

- szpital z początku XX wieku przy ul. 1 Pułku Lotnictwa Myśliwskiego,
- willa hr. Łubieńskiej z II połowy XIX wieku przy ul. Stefana Okrzei – główna siedziba Muzeum Ziemi Mińskiej,
- pozostałości koszar wojskowych przy ul. Warszawskiej,
- cmentarz żołnierzy radzieckich przy ul. Warszawskiej,
- budynek z lat 50. XX wieku przy ul. Jana Pawła II – obecnie bank,
- Pomnik Konstytucji 3 Maja przy ul. Kazikowskiego,
- budynki szkolne:
  - szkoła przy ul. Pięknej (budynek gimnazjum z 1903, budynek liceum z lat 30. XX wieku) – Gimnazjum i Liceum Ogólnokształcące im. Polskiej Macierzy Szkolnej,
  - szkoła przy ul. Kościuszki (budynek z lat 90. XIX wieku) – Salezjańskie Liceum Ogólnokształcące i Gimnazjum,
  - szkoła przy ul. Kopernika (budynek z lat 30. XX wieku) – Szkoła Podstawowa nr 1 i Gimnazjum Miejskie nr 1,
- zabudowa mieszkalna (stan na 2004, część z nich grozi zawaleniem lub już się zawaliła):
  - domy drewniane przy ulicach: Daszyńskiego (10), Jana Pawła II (1), Kazikowskiego (8), Klonowej (3), Kościelnej (8), Kościuszki (3), Kresowej (1), Małopolskiej (2), Okrzei (6), Osiedlowej (6), Parkowej (1), Smoleńskiego (2), Piłsudskiego (14), Świętokrzyskiej (1), Warszawskiej (18), Wyszyńskiego (6)
  - domy murowane lub drewniano-murowane przy ulicach: Plac Kilińskiego (2), Kościelnej (2), Kościuszki (2), Polowej (1), Siennickiej (1), Piłsudskiego (1), Świętokrzyskiej (1), Warszawskiej (6).

### Cenne budynki zniszczone
Kilka budynków miałoby obecnie status zabytku:
- cerkiew, rozebrana w 1936 ze względu na brak wiernych, pozostało ogrodzenie,
- synagoga, zniszczona przez wojska niemieckie,
- dworzec kolejowy w stylu barokowym, zbombardowany przez wojska niemieckie w 1939 roku.

### Pomniki

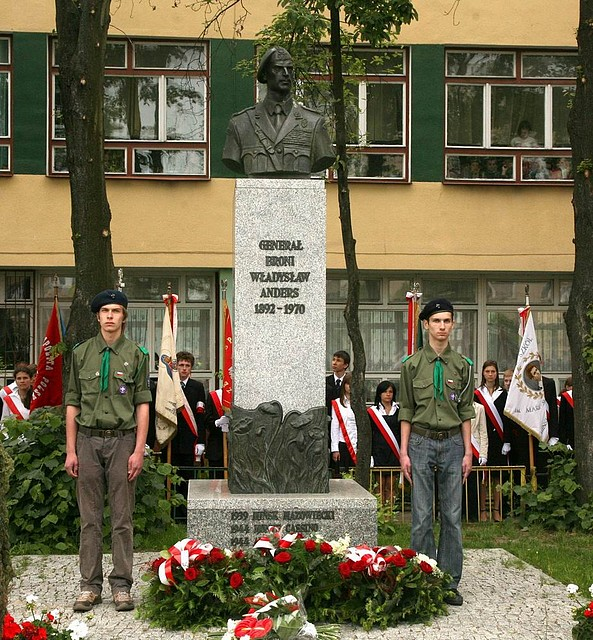
Pomnik gen. Władysława Andersa

Lista pomników i miejsc pamięci narodowej znajdujących się w Mińsku Mazowieckim:
- Pomnik Niepodległości,
- Pomnik Szarych Szeregów,
- Pomnik Powstańców 1863,
- Pomnik-Gołąb Pokoju,
- Pomnik 1PLM Warszawa (lotników),
- Pomnik Ojca Świętego Jana Pawła II,
- Pomnik Mikołaja Kopernika,
- Pomnik Władysława Andersa,
- Pomnik nauczycieli i organizatorów tajnego nauczania

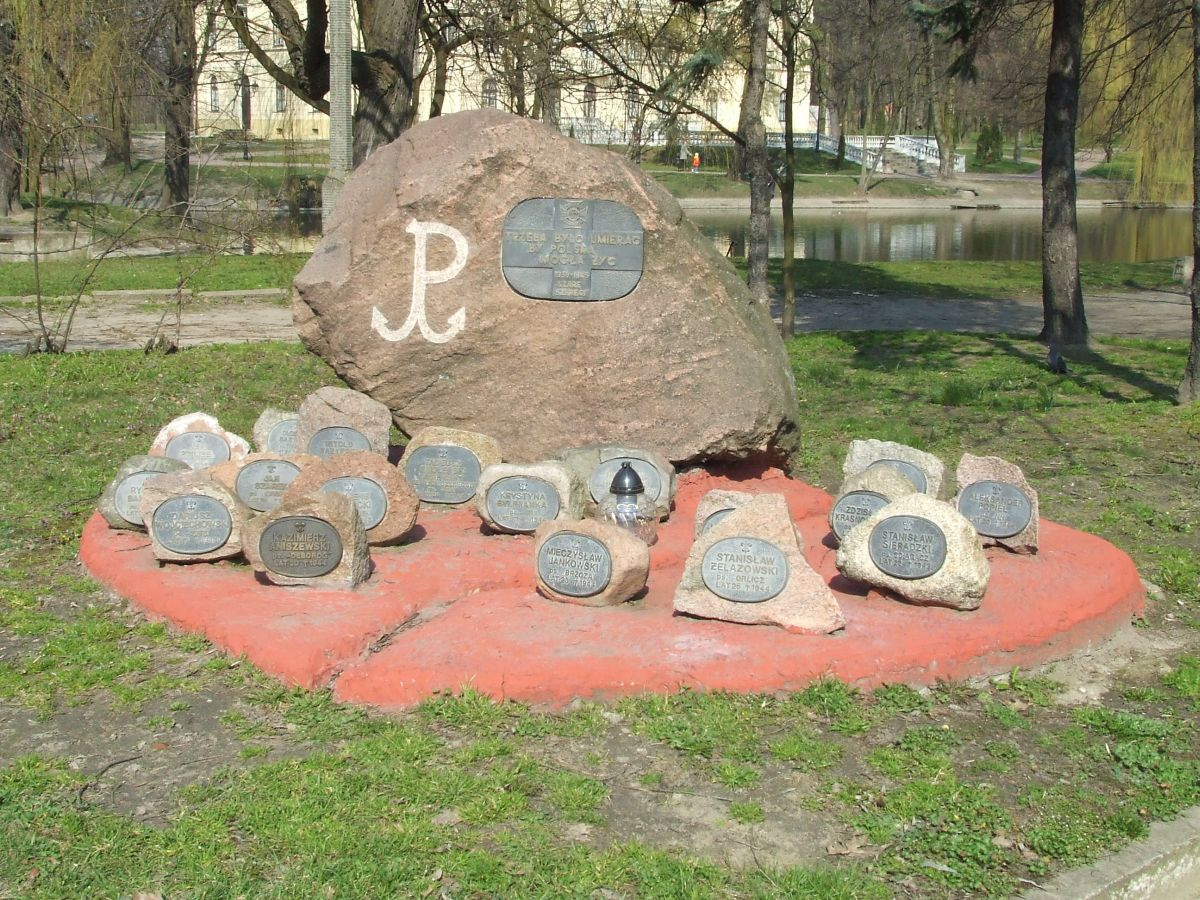
Pomnik bohaterów II wojny światowej

Głazy upamiętniają: uczniów poległych za wolność ojczyzny w 1920, jeńców sowieckich, Kasztankę – klacz Józefa Piłsudskiego, gen. Zygmunta Piaseckiego i Powstanie Warszawskie.
Tablicami uczczono pamięć: rodziny Sażyńskich, pomordowanych przez NKWD, Armii Krajowej (działającej w Mińsku, 2 tablice), ofiar hitlerowców (3 tablice).

### Zieleń miejska, pomniki przyrody
Mińsk posiada kilka znaczących skwerów i placów:
- plac Stary Rynek – średniowieczny rynek przerobiony został częściowo na parking, a częściowo na niewielki skwer. Do zalet tego miejsca należy widok na zabytkowy kościół i park. Wadą jest położenie tuż przy ruchliwej ulicy głównej ul. Warszawskiej.

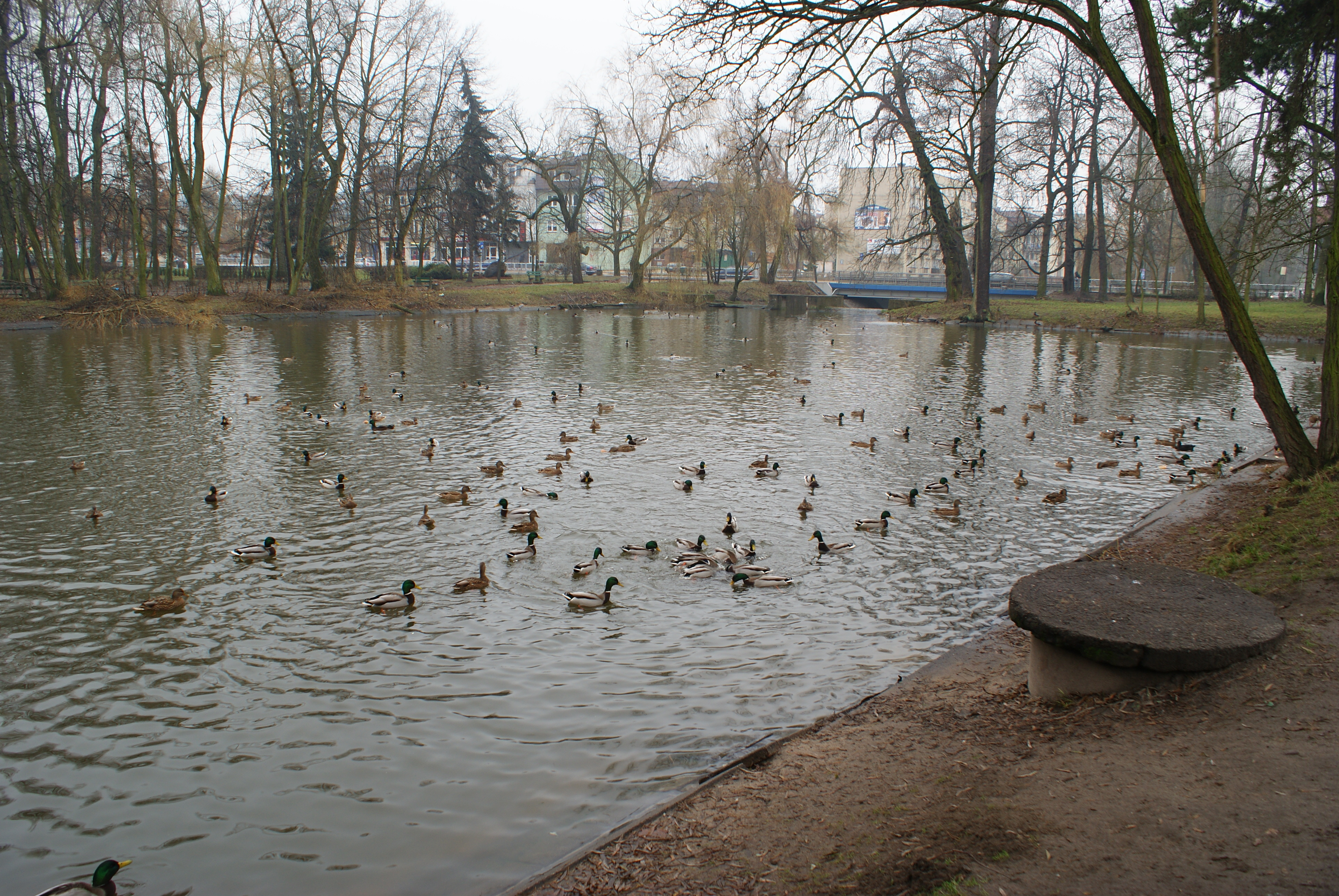
Ogród Dernałowiczów

- plac Kilińskiego – rynek renesansowy. Częściowo również znajduje się blisko ul. Warszawskiej, ale jest znacznie większy. Duża jego część, blisko ulicy, została zadrzewiona oddzielając mniejszy plac i tworząc z niego często odwiedzane miejsce. Skwer nadaje się do organizacji publicznych uroczystości.
- plac Konstytucji – plac przy ul. Konstytucji 3 Maja. Składa się z Ronda Hallera oraz fontanny miejskiej wraz z otoczeniem. Od wyżej wymienionych odróżnia się mniejszym zadrzewieniem i nowoczesną zabudową. Ten skwer jest zwykle wykorzystywany do publicznych uroczystości.
- plac Lotników (wcześniej Wolności) – średniowieczny rynek z Pomnikiem Lotników.
- kilka mniejszych placów i skwerów znajduje się przy konkretnych budynkach jak Pałac Łubieńskich (z fontanną), Willa dr Jana Huberta, Kościół pw. św. Antoniego czy Zespół Szkół Zawodowych nr 1 (obok placu Konstytucji najczęściej wykorzystywany do publicznych uroczystości).

Na terenie Mińska Mazowieckiego rosną dwa wyjątkowo okazałe drzewa. Jednym z nich jest bardzo stara, około 370-letnia sosna. To drzewo o obwodzie 387 cm i wysokości 19 m (w 2011), znajduje się na obrzeżach miasta, przy ulicy Stankowizna. Drugim drzewem jest topola biała, rosnąca w parku, w centrum miasta. Z krótkiego pnia o obwodzie 739 cm odchodzi kilka konarów, a wysokość drzewa to aż 41 – 43 m (w 2015), to najwyższa znana topola w kraju.

## Kultura

### Instytucje kulturalne

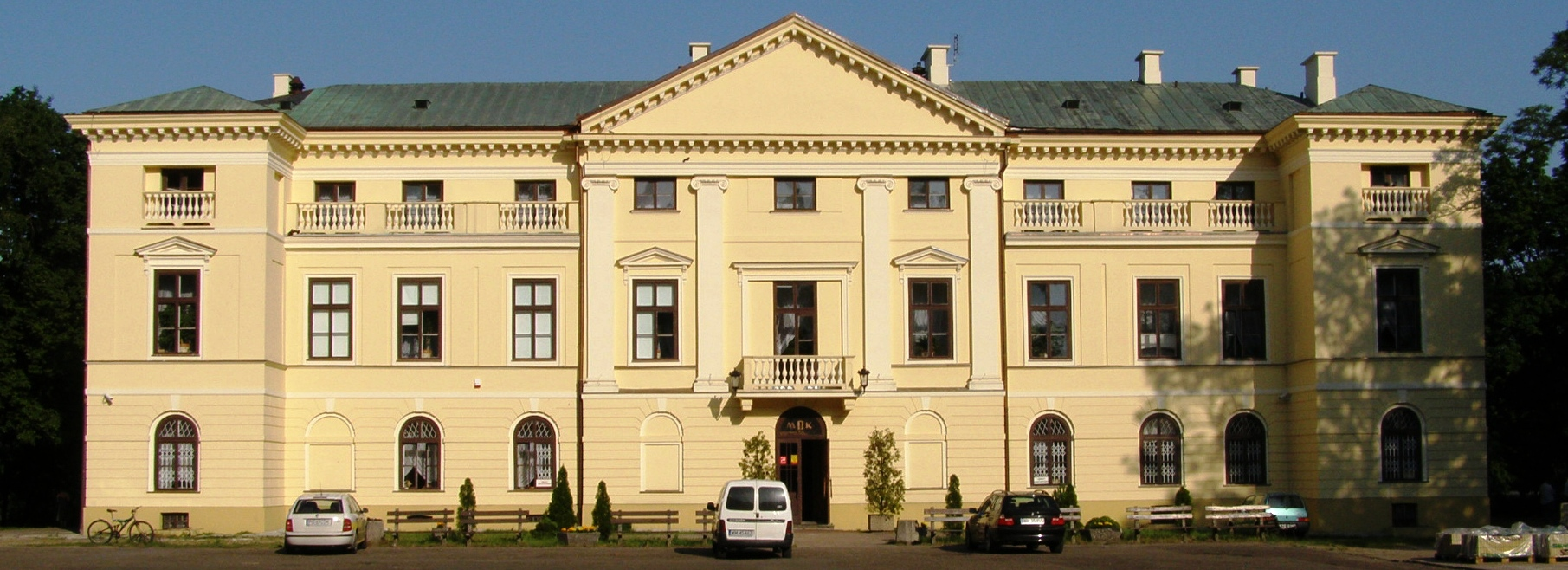
Pałac Dernałowiczów (siedziba Miejskiego Domu Kultury)

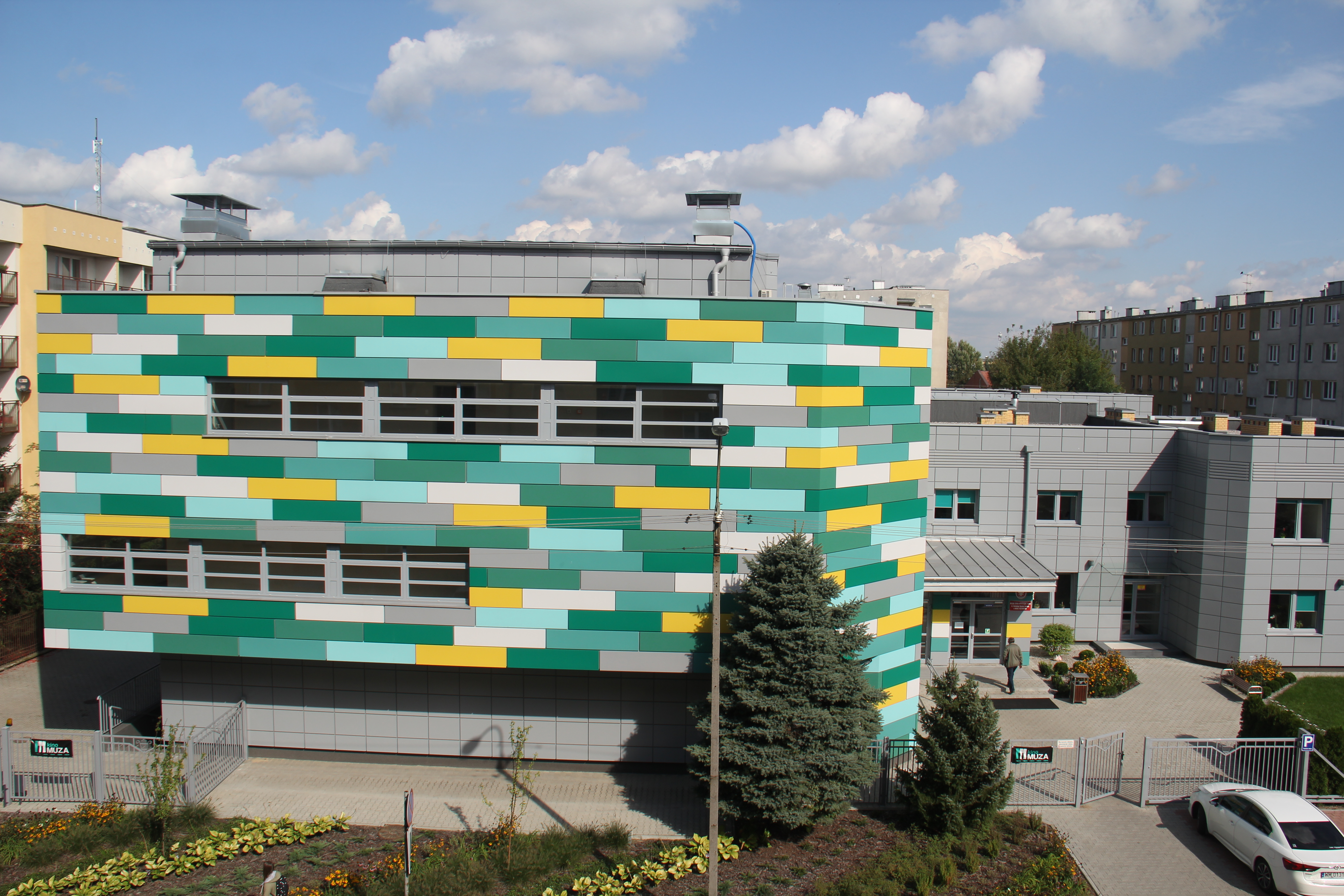
Miejska Szkoła Artystyczna

Głównymi instytucjami kulturalnymi działającymi na terenie miasta są Miejski Dom Kultury (Pałac Dernałowiczów) i Miejska Szkoła Artystyczna (ul. Armii Ludowej/obecnie Jana Pawła II). Obie te instytucje prowadzą działalność polegającą m.in. na organizacji zajęć pozalekcyjnych i wystaw. Z ich obiektów (place i sale MDK oraz sala koncertowa MSA) korzystają także inne instytucje.
W otwartym w 2010 roku budynku biblioteki (przy Placu Kilińskiego) działają dwie niezależne od siebie instytucje: Miejska Biblioteka Publiczna oraz filia Biblioteki Pedagogicznej im. Heleny Radlińskiej w Siedlcach. Ogółem w bibliotekach i filiach prowadzonych przez miasto znajduje się 164.618 woluminów, a w 2006 roku dokonano 155.387 wypożyczeń.
W 2005 roku miastu przyznano Nagrodę im. Kierbedziów w kategorii „samorządy przyjazne bibliotece”.
Wszelkimi zagadnieniami związanymi z historią miasta zajmuje się Towarzystwo Przyjaciół Mińska Mazowieckiego (ul. Okrzei). W oparciu o nie (oraz o Muzeum 7. Pułku Ułanów Lubelskich) organizowane jest Muzeum Ziemi Mińskiej.
W Mińsku działało jedno prywatne kino – Światowid (ul. Piłsudskiego / pl. Kilińskiego) zamknięte 1 grudnia 2010. W 2017 roku otwarto Kino Muza (ul. Jana Pawła II).
W mieście wydawane były 4 prywatne tygodniki lokalne: Co słychać?, Lokalna, Nowy Dzwon i Strefa Mińsk.
Bieżące wiadomości publikuje portal Wirtualny Mińsk Mazowiecki

### Wydarzenia
Lista imprez odbywających się cyklicznie w Mińsku Mazowieckim:
- Targ Wielkanocny - Stragan Sendomierski (Palmowa Niedziela)
- Dni Miasta (ostatni weekend maja)

- Gala Alei Gwiazd Literatury
- Odjazdowy Bibliotekarz - rajd rowerowy (czerwiec)
- Festiwal M4M - Mińsk dla muzyki, muzyka dla Mińska dawniej 4M (od 2011)[58]
- Festiwal Jana Himilsbacha (wrzesień)
- Targ Janowy (wrzesień)
- Europejski Zielony Piknik (wrzesień)
- Dni Kultury Żydowskiej (październik)
- Festiwal im. Piotra Skrzyneckiego (listopad)
- Wizyta Mikołaja z Rovaniemi (grudzień)
- Kupieckie Mensko - Jarmark bożonarodzeniowy (grudzień)
- Wigilia miejska (grudzień)
- Rajd Pojazdów Zabytkowych Po Ziemi Mińskiej[59]
- Rajd Weteranów Szos

kiedyś...
- Festiwal Chleba (od 2005)[60][61]
- Rock in Mińsk Fest (konkurs, od 2007)[62]

### Związki ze sztuką
W Mińsku Mazowieckim znajdują się ruiny dworku Michała Elwiro Andriollego.
Pisarz Stefan Żeromski odwiedzał w Mińsku Mazowieckim swoją ciotkę,starszą o prawie dziesięć lat Helenę Radziszewską. Była ona młodszą siostrą jego macochy, Antoniny. Mąż Heleny, Leon Radziszewski, zajmował stanowisko naczelnika stacji kolejowej w Mińsku.
Na terenie miasta kręcono sceny do następujących filmów i seriali:
- Śluby ułańskie (1934) w reżyserii Mieczysława Krawicza,
- Brzezina (1970) w reżyserii Andrzeja Wajdy (m.in. Stary Rynek),
- Europa, Europa (1991) w reżyserii Agnieszki Holland (m.in. ulica Mireckiego),
- Pierścionek z orłem w koronie (1992) w reżyserii Andrzeja Wajdy (m.in. budynek przy ulicy Kościelnej 4)[64].

### Stowarzyszenia i organizacje pożytku publicznego
Hufiec ZHP „Mazowsze” w Mińsku Mazowieckim składa się z 19 jednostek i działa na terenie powiatu mińskiego. Komendantem jest pwd. Klaudia Brześkiewicz (2023). Hufiec wchodzi w skład Chorągwi Mazowieckiej ZHP.
Wyróżniającą miasto organizacją jest Klub Dawnych Motocykli „Magnet”, który wraz z Domem Kultury organizuje coroczny Rajd Weteranów Szos.
Do otrzymywania 1% podatku uprawnione są następujące organizacje:
- Towarzystwo Przyjaciół Mińska Mazowieckiego Mazowieckie Stowarzyszenie na Rzecz Dzieci i Młodzieży z Mózgowym Porażeniem Dziecięcym
- Mazovia Mińsk Mazowiecki
- Mazowieckie Stowarzyszenie Wspierania Inicjatyw Kulturalnych „Promotor”
- Stowarzyszenie „Koniczynka” działające na rzecz dzieci z niepełnosprawnością umysłową
- Polskie Towarzystwo Turystyczno-Krajoznawcze – zarząd oddziału w Mińsku Mazowieckim
- Stowarzyszenie Integracji z Osobami Niepełnosprawnymi „Dom Muzyki”
- Mińskie Towarzystwo Muzyczne
- Hufiec ZHP „Mazowsze” w Mińsku Mazowieckim
- Bractwo Rycerskie Ziemi Mińskiej

## Oświata i nauka

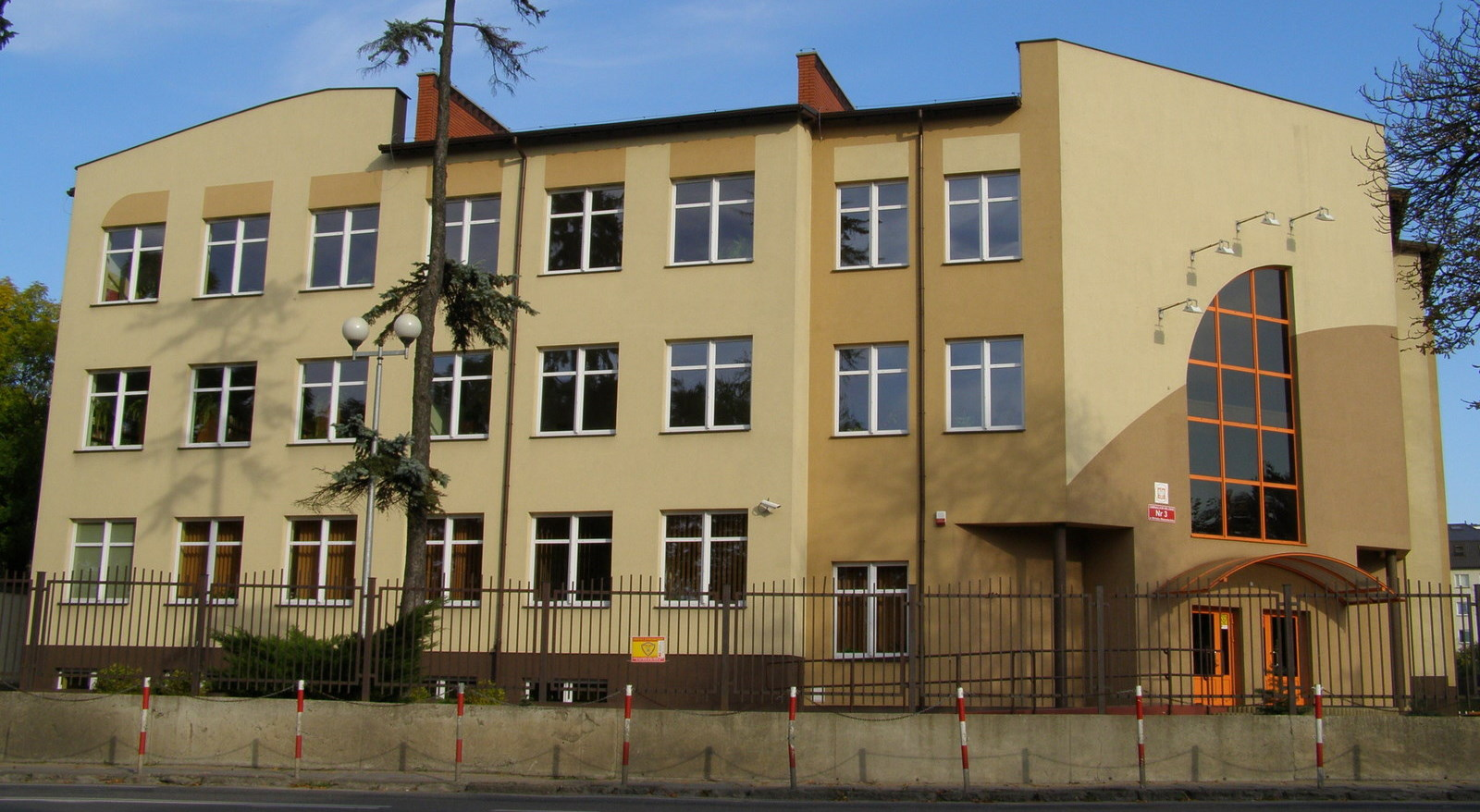
Szkoła Podstawowa nr 4

Na terenie miasta działają 2 licea ogólnokształcące (powiatowe i katolickie) oraz 5 zespołów szkół ponadpodstawowych (wszystkie powiatowe). W zespołach tych prowadzone są zarówno oddziały ogólnokształcące, jak i zawodowe (m.in. budownictwo, księgowość, mechanika samochodowa, sztuki plastyczne, gastronomia). Samo miasto jest właścicielem 6 przedszkoli i 7 szkół podstawowych. 
W Mińsku znajduje się zespół szkół Salezjańskich
W Mińsku znajduje się także Specjalny Ośrodek Szkolno-Wychowawczy i Poradnia Psychologiczno-Pedagogiczna.

## Religia

### Kościół rzymskokatolicki

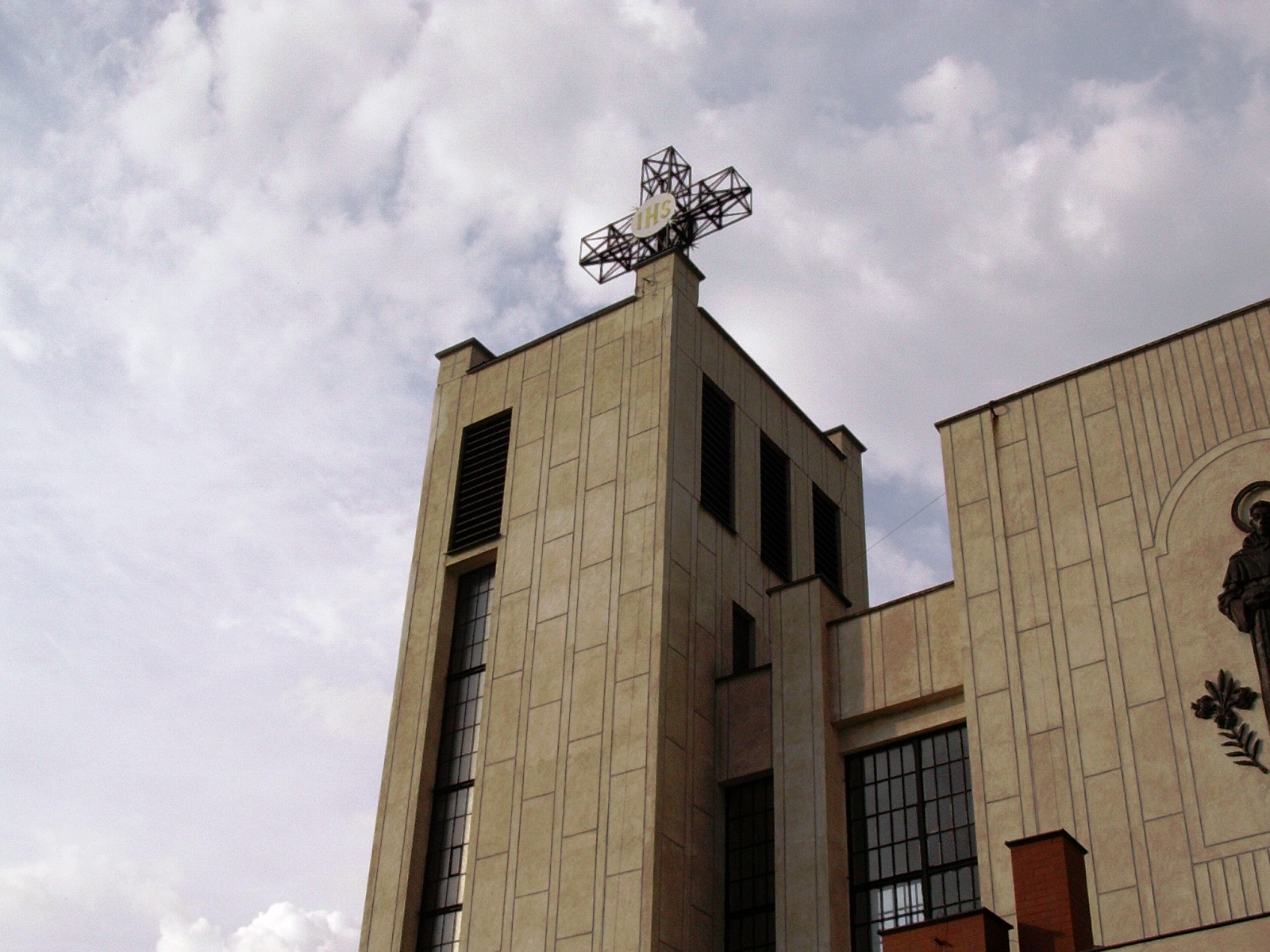
Sanktuarium św. Antoniego z Padwy

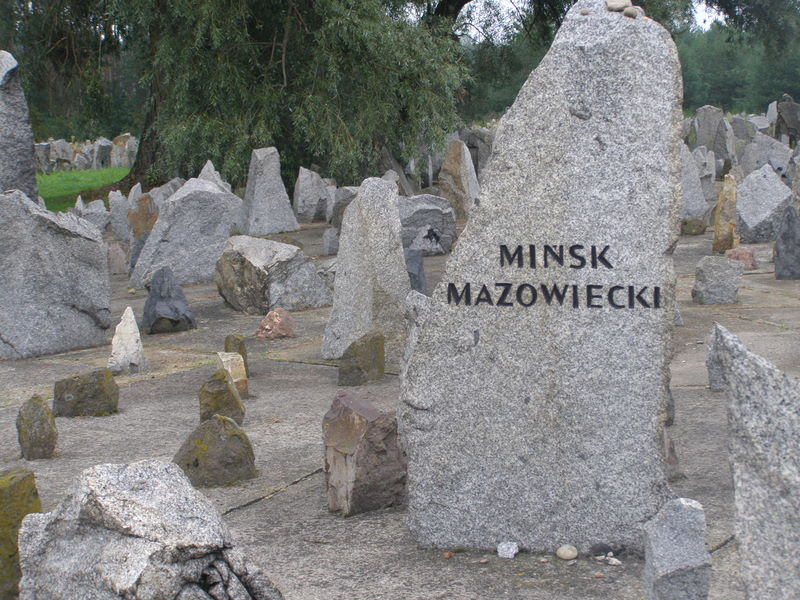
Jedna z nielicznych pamiątek po przedwojennej społeczności żydowskiej

Mińsk znajduje się w diecezji warszawsko-praskiej Kościoła rzymskokatolickiego. Znajdują się tutaj dwa sanktuaria będące siedzibami dekanatów.
Najstarsza parafia pw. Narodzenia Najświętszej Maryi Panny istnieje od 1422 roku. Kościół z XVII ma status sanktuarium maryjnego. Proboszcz tej parafii stoi jednocześnie na czele dekanatu Narodzenia NMP obejmującego wschodnią połowę miasta i jego okolic. Sama parafia swoim zasięgiem obejmuje okolice Starego Miasta.
Druga parafia pw. św. Antoniego została erygowana w 1984 roku. Świątynia której budowa trwała kilkanaście lat składa się z dwóch kościołów i kaplicy. Posiada ona status sanktuarium. Proboszcz tej parafii stoi jednocześnie na czele dekanatu św. Antoniego obejmującego zachodnią połowę miasta i jego okolic oraz Gminę Kołbiel. Sama parafia swoim zasięgiem obejmuje centrum oraz zachodnią i północno-zachodnią część miasta.
Wschodnie krańce miasta należą do parafii cywilno-wojskowej erygowanej w latach 90. XX wieku. Południowo-zachodnia część miasta to Parafia św. Jana Chrzciciela. Z północnego krańca miasta jest blisko do Kościoła pw. Matki Boskiej Częstochowskiej w Królewcu.
Na terenie miasta znajduje się także kaplica szpitalna, oraz liczne przydrożne kapliczki i krzyże.
Główne organizacje katolickie działające na terenie miasta to Caritas i Siostry Loretanki (katechetki). Działalność oświatową prowadzą zgromadzenia męskie Salezjan (gimnazjum i liceum) oraz Pallotynów (szkoła wyższa).

### Kościół greckokatolicki
W mieście funkcjonuje ośrodek duszpasterski należący do kościoła katolickiego obrządku bizantyjsko-ukraińskiego (greckokatolickiego). Nabożeństwa prowadzone są w dolnej kaplicy rzymskokatolickiego kościoła Narodzenia Najświętszej Maryi Panny.

### Starokatolicyzm
Od 1907 roku istnieje w Mińsku parafia mariawicka pw. Narodzenia Najświętszej Maryi Panny. Wspólnota mariawicka w Mińsku, należy do diecezji lubelsko-podlaskiej Kościoła Starokatolickiego Mariawitów.

### Prawosławie
Pierwszą prawosławną świątynią w mieście była drewniana cerkiew pw. Włodzimierskiej Ikony Matki Bożej, zbudowana w drugiej połowie XIX w. na terenie koszar. Po I wojnie światowej budynek cerkwi służył stacjonującym w mieście żołnierzom 7 Pułku Ułanów Lubelskich jako świetlica i sala teatralna. Drugą cerkiew (murowaną, pw. Opieki Matki Bożej) wzniesiono w latach 1902–1904. Porzucona w okresie bieżeństwa, została rozebrana w 1936 r.
W 2016 r. w Mińsku Mazowieckim utworzono prawosławny punkt duszpasterski, pozostający pod opieką duchowieństwa z Siedlec. Nabożeństwa były celebrowane w kościele mariawickim (ulica Romualda Traugutta 17). 22 stycznia 2018 r. w mieście erygowano samodzielną parafię prawosławną pw. św. Spirydona Cudotwórcy z tymczasową kaplicą przy ulicy Warszawskiej 69. Parafia wchodzi w skład diecezji lubelsko-chełmskiej PAKP. Aktualnie w miejscu istniejącej parafii budowany jest Prawosławny Dom Kultury, który będzie w przyszłości pełnił funkcję cerkwi parafialnej.

### Protestantyzm
Od marca 2003 działa tu zbór Kościoła Chrześcijan Baptystów.
W 2001 roku w Mińsku Mazowieckim została powołana mennonicka placówka misyjna należąca do organizacji „Anabaptist International Ministries”, przekształcona następnie w zbór Chrześcijańska Wspólnota Mennonitów „Agape”. Mińsk Mazowiecki jest również siedzibą mennonickiej Fundacji „Dziedzictwo”, prowadzącej działalność edukacyjną i kulturalną.

### Judaizm
Do 1768 roku obowiązywał tu zakaz osiedlania się Żydów, ale już przed II wojną światową stanowili oni ok. połowy mieszkańców miasta. Budynek synagogi znajdował się przy ul. Piłsudskiego, funkcjonowało tu też kilka mniejszych bożnic w innych budynkach.
Społeczność żydowska nie przetrwała wojny i obecnie jedynymi pamiątkami po niej są nieruchomości bez właściciela, zapomniany cmentarz, oraz jeden z największych kamieni w Obozie Zagłady Treblinka II.

### Świadkowie Jehowy
W Mińsku Mazowieckim działalność kaznodziejską prowadzą również dwa zbory Świadków Jehowy: Mińsk Mazowiecki-Południe i Mińsk Mazowiecki-Północ (w tym grupa ukraińskojęzyczna). Gromadzą się w Sali Królestwa przy ul Mirosza 10.

## Sport i rekreacja

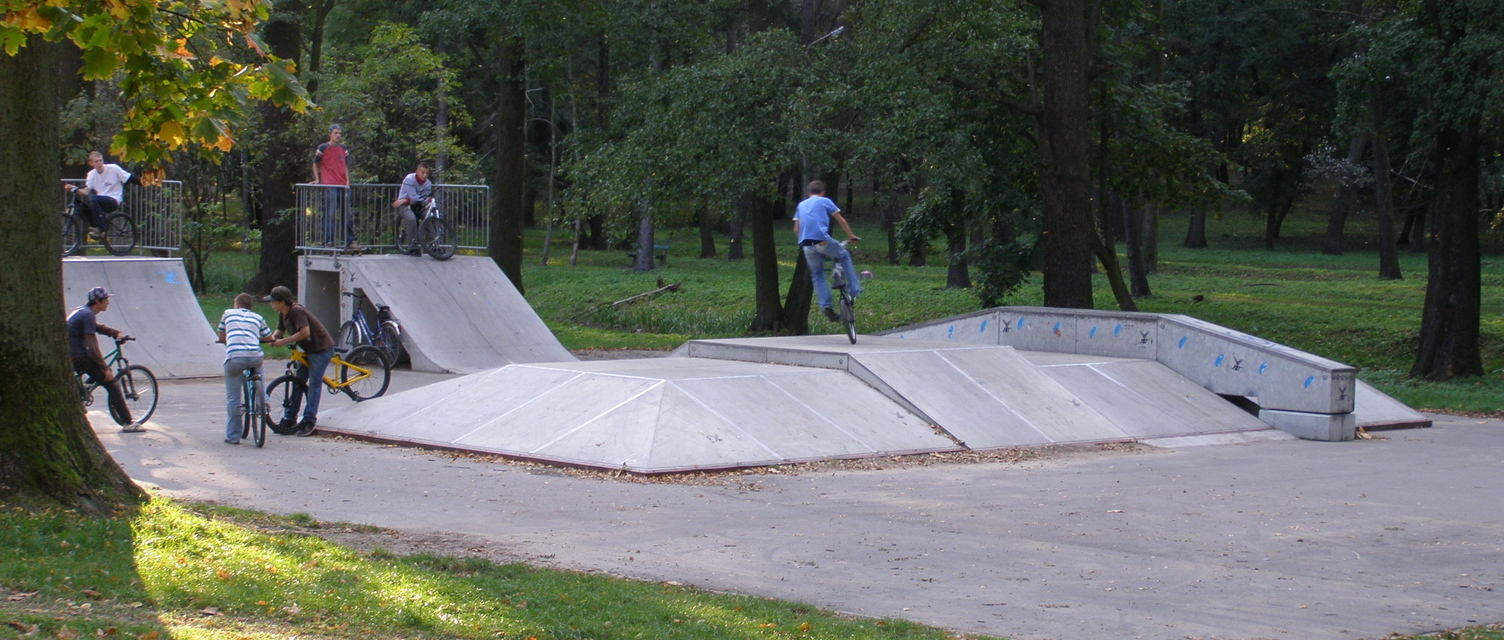
Skatepark

Za sport w mieście odpowiada podlegający mu Miejski Ośrodek Sportu i Rekreacji. Ośrodek jest też właścicielem (a raczej obsługuje majątek miasta) stadionu przy ul. Sportowej, oraz Aquaparku przy ul. Wyszyńskiego. Aktualnie największą atrakcją organizowaną przez ośrodek jest płatne sztuczne lodowisko (czynne tylko w okresie zimowym) i Aquapark.
Drugą ważną instytucją jest „MKS Mazovia”, który jest bardzo silnie związany z MOSiR’em jednak formalnie jest osobną instytucją. Prowadzi on przede wszystkim amatorski zespół seniorów w piłce nożnej.
Babilon Promotion i Tom Boxing Team organizują gale bokserskie pokazywane m.in. w TVP i Canal+, w tym pojedynki o mistrzostwo świata.

## Wojsko
Aktualnie

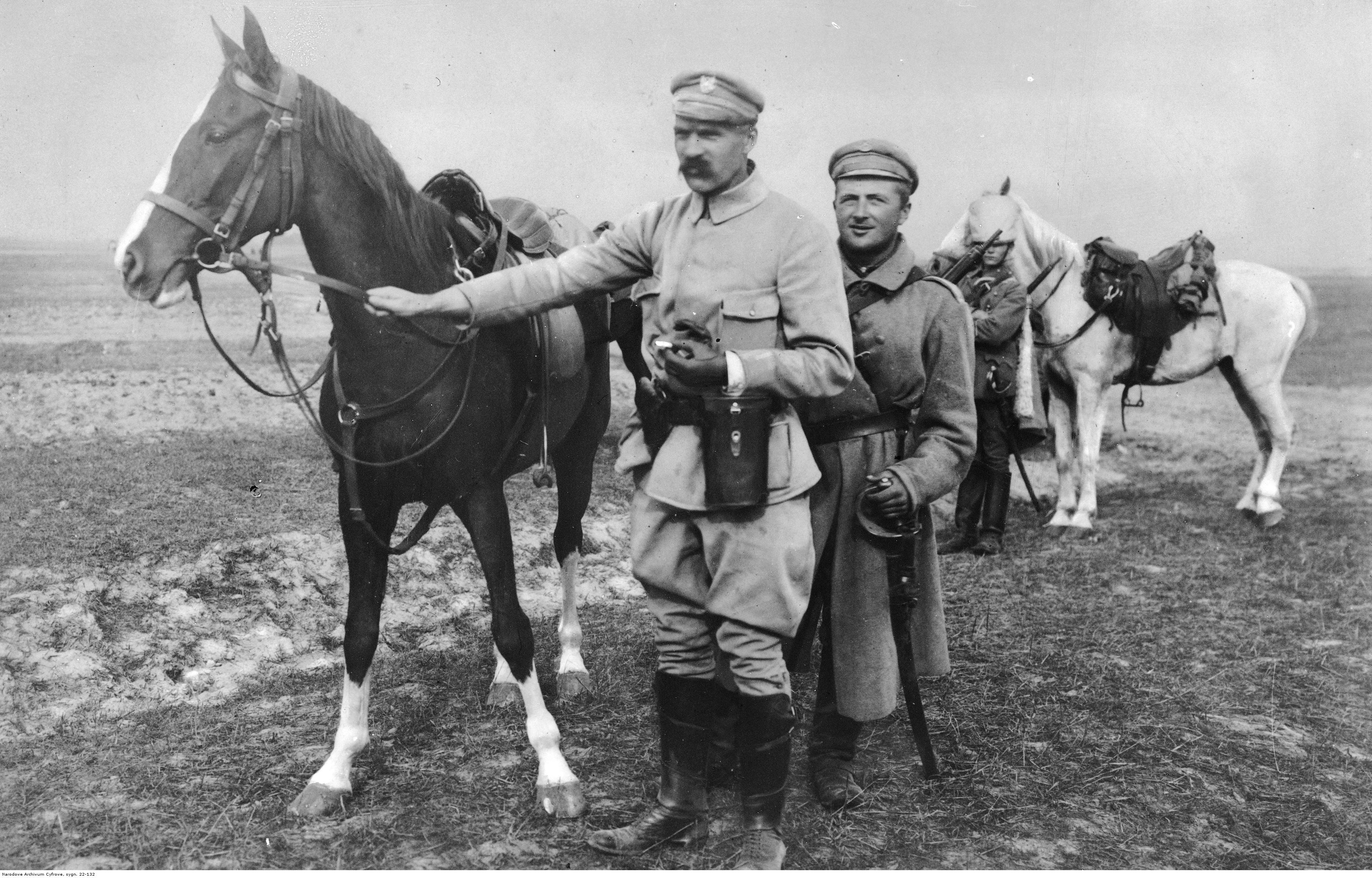
Józef Piłsudski z Kasztanką. Klaczą tą opiekował się 7 PUL

Obecnie w Mińsku i jego okolicach swoje siedziby mają:
- Żandarmeria Wojskowa
  - Centrum Szkolenia ŻW
  - Oddział Specjalny ŻW w Mińsku Mazowieckim (tzw. antyterroryści)[82]
  - Placówka ŻW w Mińsku Mazowieckim[83]
- 23 Baza Lotnictwa Taktycznego w Janowie/Barczącej
- Wojskowa Komenda Uzupełnień Mińsk Mazowiecki

W przeszłości
W swojej historii miasto było siedzibą następujących jednostek i instytucji:
- 1 Eskadra Lotnictwa Taktycznego w Janowie/Barczącej
- 23 Baza Lotnicza w Janowie/Barczącej
- 1 Pułk Lotnictwa Myśliwskiego „Warszawa”
- 2 Mińsko-Mazowiecka Brygada Obrony Terytorialnej (lata 90.)
- Centralny Ośrodek Szkolenia Wojskowej Służby Wewnętrznej (PRL)
- 7 Pułk Ułanów Lubelskich (II RP, później Dywizjon Jeleń)
- 38 Włodzimierski J.CW. Wielkiego Księcia Michała Mikołajewicza Pułk Liniowy Dragonów (od 1891) – 13 Pułk Ułanów Włodzimierskich (od 1907) – pułk armii rosyjskiej[84]

## Współpraca zagraniczna
Mińsk ma podpisane umowy bliźniaczego partnerstwa z miastami:

- Saint-Égrève (Francja)
- Telšiai (Litwa)
- Krnov (Czechy)
- Pefki (Grecja)

Każdego roku przyjeżdża do Mińska młodzież z parafii katolickiej w Orszy (Białoruś).
Istnieją również inne formy współpracy z miastami Borodjanka (Ukraina), Cori (Włochy), Karben (Niemcy) i Łuchawica (Rosja).

## Honorowi obywatele
Osoby, którym Rada Miasta Mińsk Mazowiecki nadała tytuł Honorowy Obywatel Mińska Mazowieckiego:

- Jan Paweł II
- Marian Benko
- Tomasz Chludziński
- Tadeusz Chróścielewski
- Paweł Filleborn
- Henryk Gąsowski
- Ryszard Kaczorowski
- Władysław Kozak
- Maria Jan Opala
- Kazimierz Romaniuk
- Władysław Rudziński
- Ryszard Sielski
- Jan Sikora
- Tadeusz Skolimowski
- Józef Skrzynecki
- Piotr Skrzynecki
- Witold Szaniawski